# Liste der Träger des Nersornaat

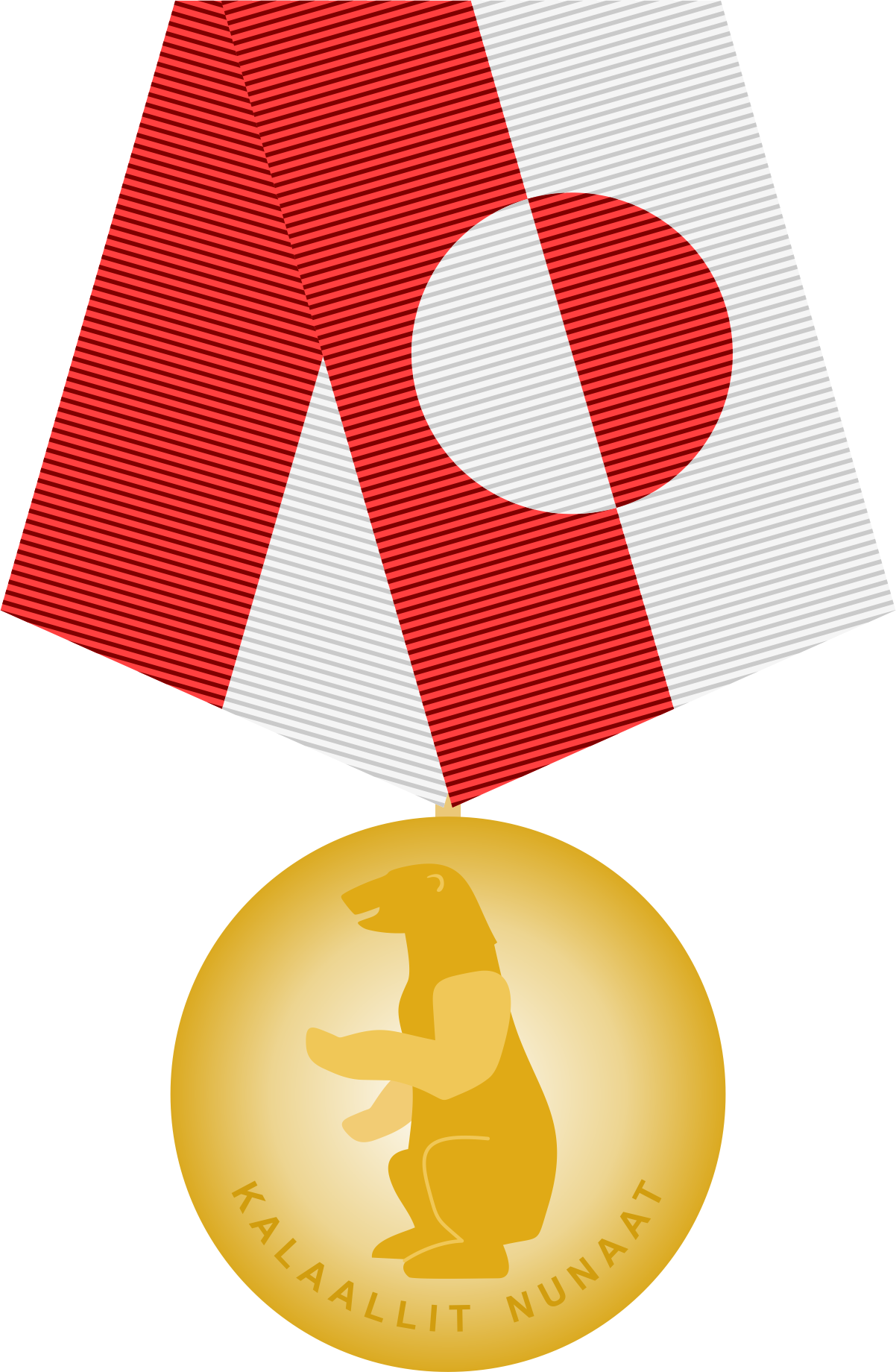
Der Nersornaat in Gold

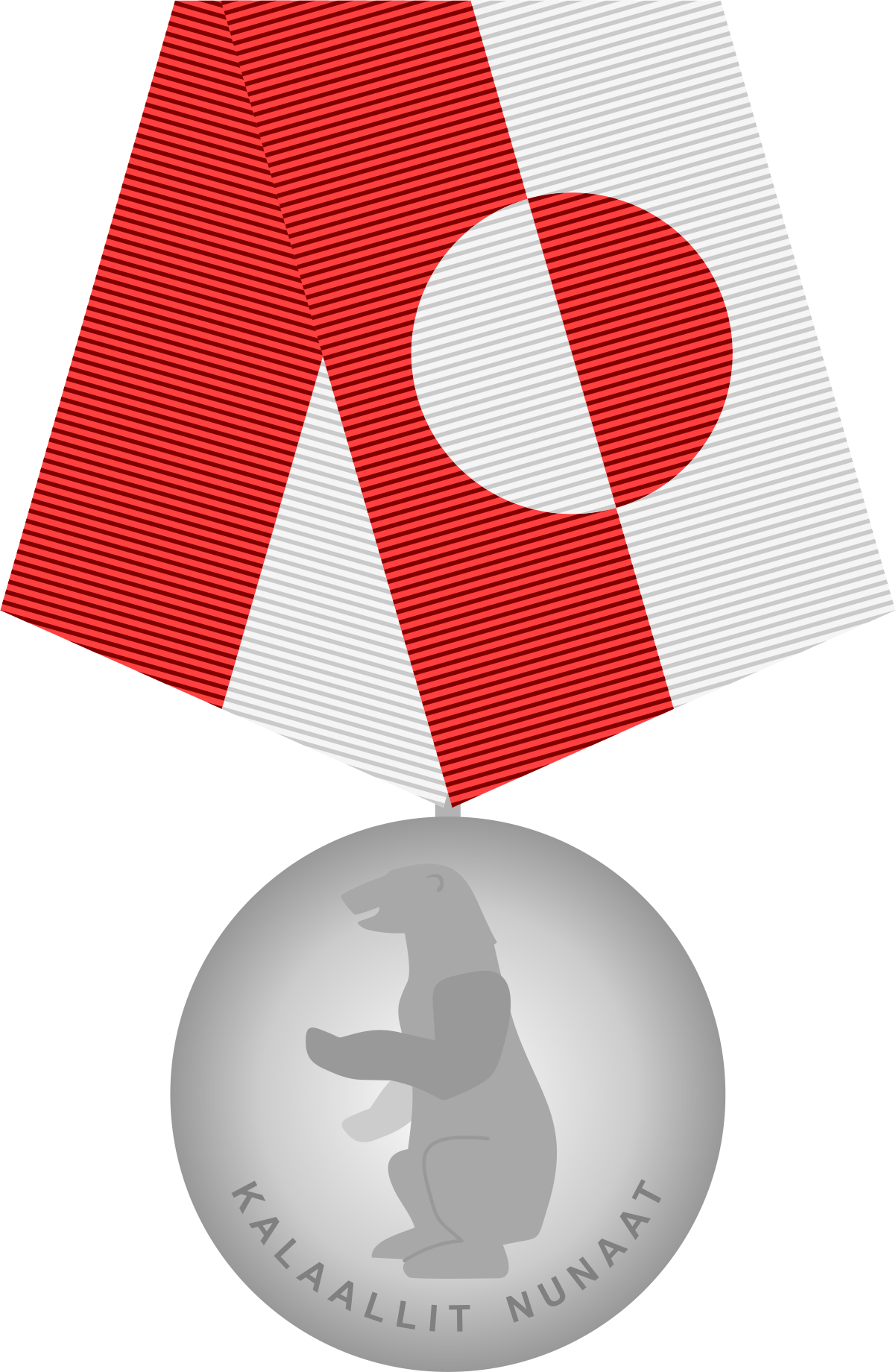
Der Nersornaat in Silber

Die Liste der Träger des Nersornaat enthält alle Personen, die seit 1989 mit der grönländischen Verdienstmedaille Nersornaat ausgezeichnet worden sind.
| Inhaltsverzeichnis: Statistik • 1989 • 1990 • 1991 • 1992 • 1993 • 1994 • 1995 • 1996 • 1997 • 1998 • 1999 • 2000 • 2001 • 2002 • 2003 • 2004 • 2005 • 2006 • 2007 • 2008 • 2009 • 2010 • 2011 • 2012 • 2013 • 2014 • 2015 • 2016 • 2017 • 2018 • 2019 • 2020 • 2021 • 2022 • 2023 • Weblinks • Einzelnachweise |

## Statistik
| Jahr   | Verleihungen | Stufe | Stufe  | Geschlecht | Geschlecht | Nationalität | Nationalität | Nationalität | Nationalität |
| Jahr   | Gesamt       | Gold  | Silber | Männer     | Frauen     | Grönländer   | Dänen        | Sonstige     | Unbekannt    |
| ------ | ------------ | ----- | ------ | ---------- | ---------- | ------------ | ------------ | ------------ | ------------ |
| 1989   | 31           | 5     | 26     | 27         | 4          | 20,5         | 6,5          | 1            | 3            |
| 1990   | 16           | 1     | 15     | 13         | 3          | 10,5         | 3            | 0,5          | 2            |
| 1991   | 17           | 4     | 13     | 17         | 0          | 10           | 4            | 0            | 3            |
| 1992   | 3            | 2     | 1      | 2          | 1          | 2            | 0            | 1            | 0            |
| 1993   | 5            | 1     | 4      | 4          | 1          | 4            | 1            | 0            | 0            |
| 1994   | 4            | 0     | 4      | 4          | 0          | 3,5          | 0,5          | 0            | 0            |
| 1995   | 6            | 1     | 5      | 6          | 0          | 1            | 4            | 1            | 0            |
| 1996   | 7            | 2     | 5      | 6          | 1          | 4            | 1            | 1            | 1            |
| 1997   | 17           | 0     | 17     | 16         | 1          | 12           | 5            | 0            | 0            |
| 1998   | 7            | 2     | 5      | 5          | 2          | 4            | 2            | 0            | 1            |
| 1999   | 9            | 2     | 7      | 8          | 1          | 7            | 0            | 0            | 2            |
| 2000   | 9            | 1     | 8      | 9          | 0          | 5,5          | 1,5          | 1            | 1            |
| 2001   | 11           | 4     | 7      | 10         | 1          | 9,5          | 0,5          | 0            | 1            |
| 2002   | 6            | 3     | 3      | 5          | 1          | 4            | 1            | 1            | 0            |
| 2003   | 23           | 3     | 20     | 21         | 2          | 9            | 4,5          | 0,5          | 9            |
| 2004   | 28           | 2     | 26     | 19         | 9          | 12,5         | 10,5         | 0            | 5            |
| 2005   | 22           | 1     | 21     | 19         | 3          | 8            | 6,5          | 0,5          | 7            |
| 2006   | 19           | 0     | 19     | 11         | 8          | 11,5         | 3,5          | 2            | 2            |
| 2007   | 13           | 0     | 13     | 11         | 2          | 10           | 2            | 0            | 1            |
| 2008   | 11           | 0     | 11     | 7          | 4          | 9            | 2            | 0            | 0            |
| 2009   | 3            | 1     | 2      | 2          | 1          | 1            | 1            | 1            | 0            |
| 2010   | 5            | 1     | 4      | 3          | 2          | 5            | 0            | 0            | 0            |
| 2011   | 4            | 0     | 4      | 3          | 1          | 3            | 1            | 0            | 0            |
| 2012   | 4            | 0     | 4      | 4          | 0          | 3            | 1            | 0            | 0            |
| 2013   | 8            | 2     | 6      | 4          | 4          | 6            | 1            | 1            | 0            |
| 2014   | 5            | 0     | 5      | 4          | 1          | 5            | 0            | 0            | 0            |
| 2015   | 7            | 3     | 4      | 6          | 1          | 6            | 0            | 1            | 0            |
| 2016   | 6            | 3     | 3      | 5          | 1          | 4            | 1            | 1            | 0            |
| 2017   | 5            | 1     | 4      | 2          | 3          | 5            | 0            | 0            | 0            |
| 2018   | 4            | 1     | 3      | 3          | 1          | 3            | 1            | 0            | 0            |
| 2019   | 2            | 0     | 2      | 2          | 0          | 1            | 1            | 0            | 0            |
| 2020   | 4            | 0     | 4      | 2          | 2          | 4            | 0            | 0            | 0            |
| 2021   | 4            | 3     | 1      | 2          | 2          | 4            | 0            | 0            | 0            |
| 2022   | 5            | 2     | 3      | 4          | 1          | 4            | 1            | 0            | 0            |
| 2023   | 3            | 1     | 2      | 2          | 1          | 3            | 0            | 0            | 0            |
| Gesamt | 333          | 52    | 281    | 268        | 65         | 214,5        | 67           | 13,5         | 38           |

## 1989

### Gold

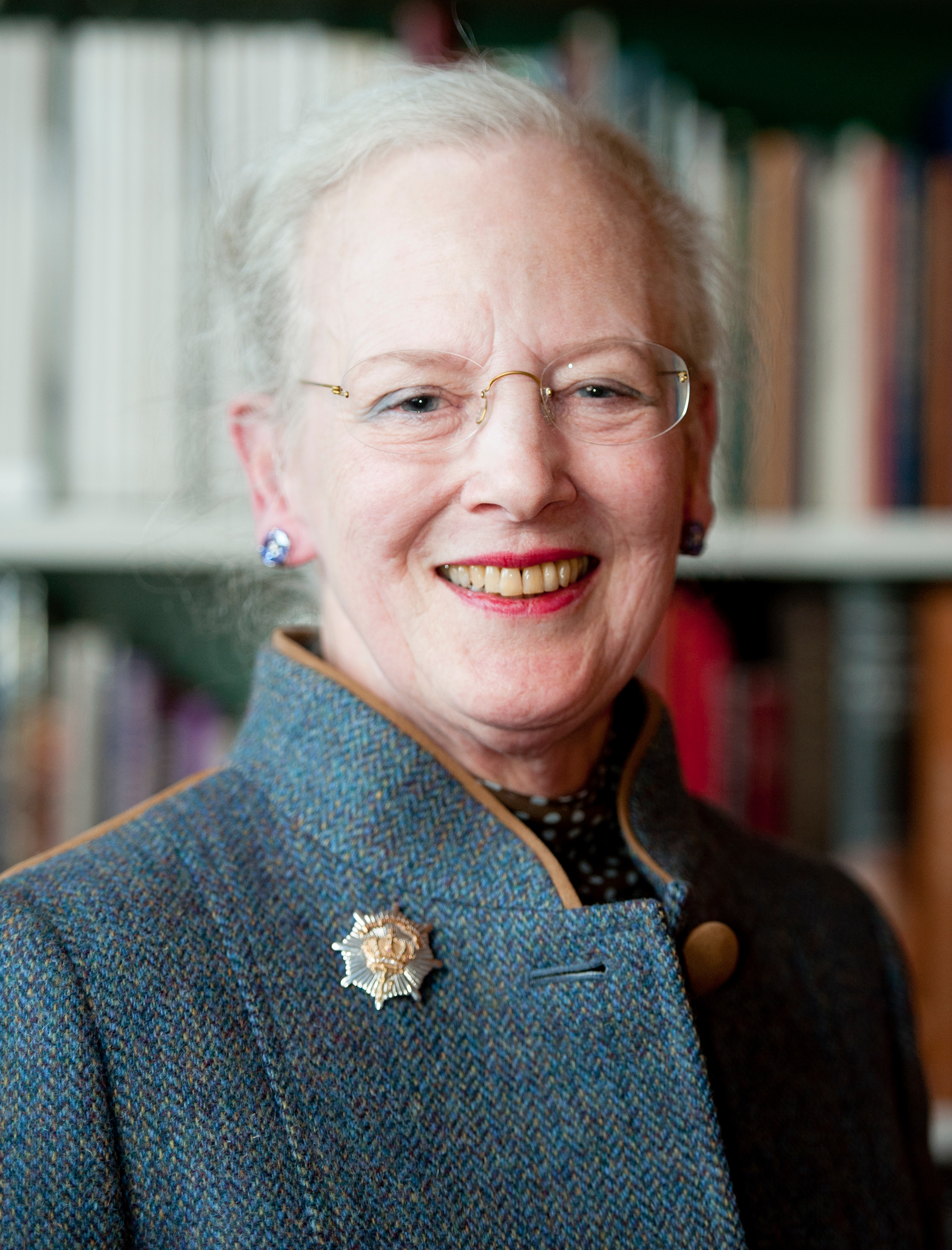
Königin Margrethe II., Trägerin des Nersornaat in Gold von 1989

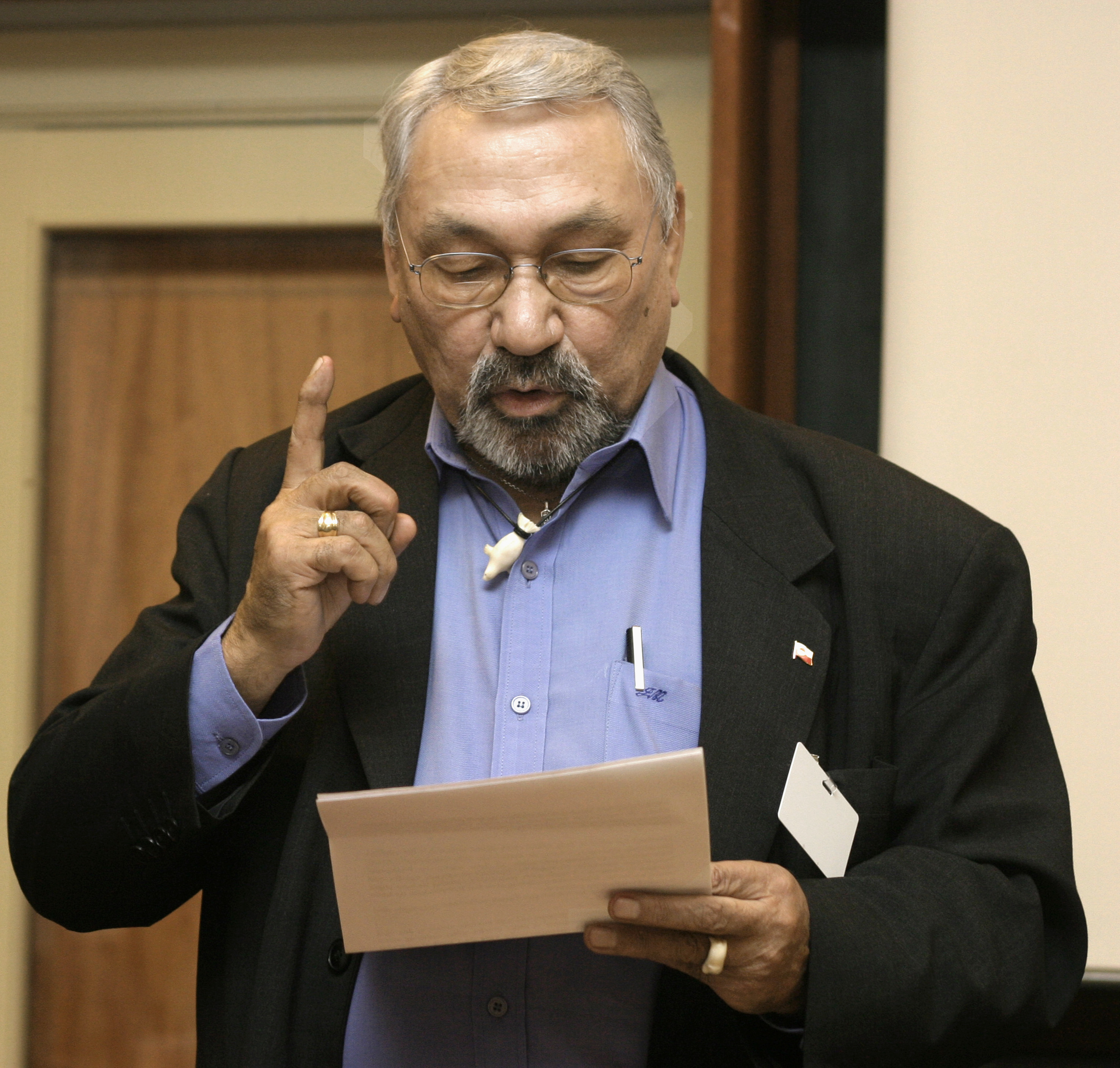
Jonathan Motzfeldt, Träger des Nersornaat in Gold von 1989

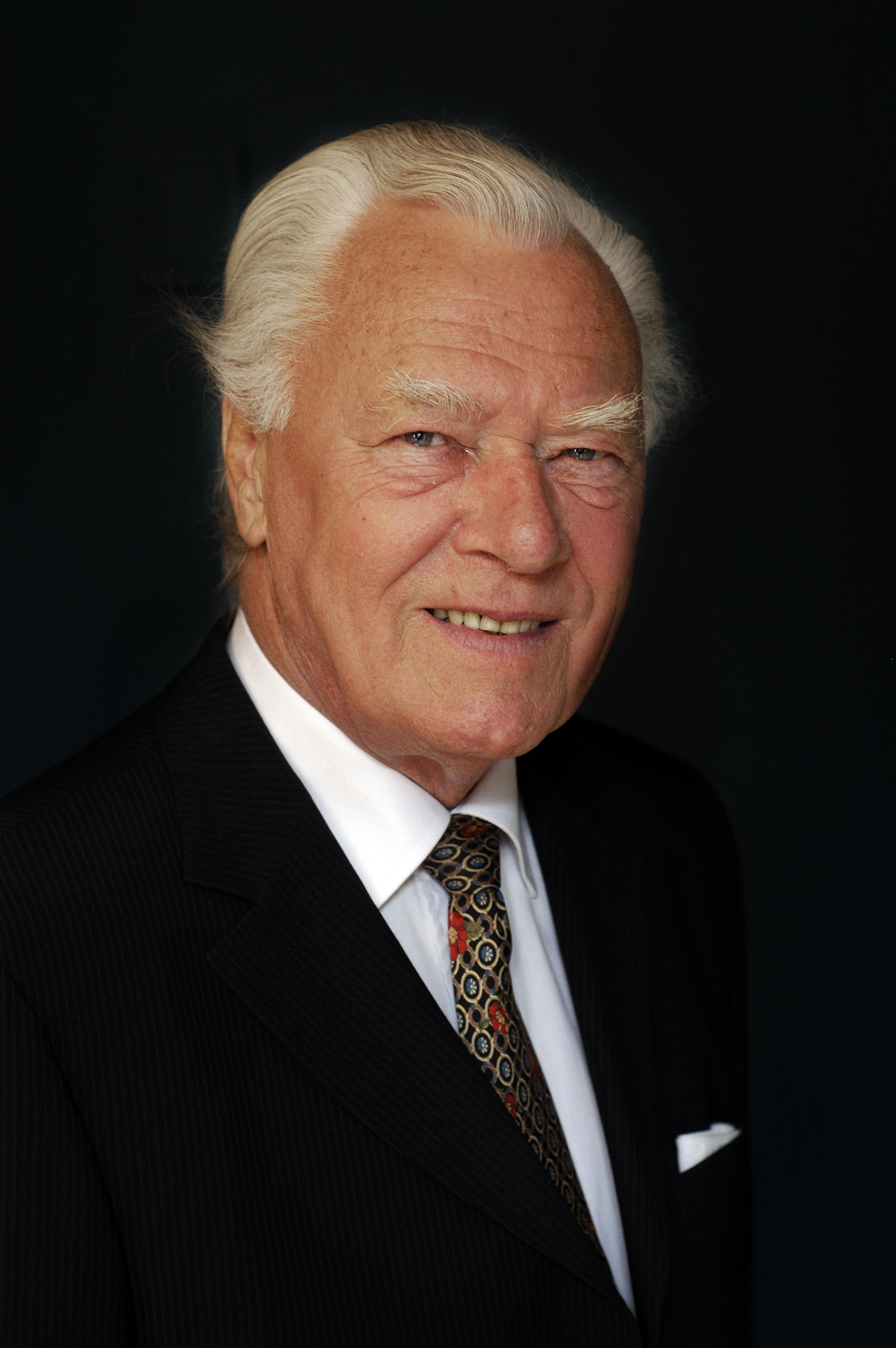
Poul Schlüter, Träger des Nersornaat in Gold von 1989

- Lars Chemnitz – verliehen am 1. Mai

(* 26. Oktober 1925; † 18. November 2006)
Politiker, Landesratsvorsitzender 1971–1979
- Erling Høegh – verliehen am 21. Juni

(* 9. Juni 1924; † 4. Februar 1993)
Politiker, Landesratsvorsitzender 1967–1971
- Margrethe II. – verliehen am 21. Juni

(* 16. April 1940)
dänische Königin seit 1972
- Jonathan Motzfeldt – verliehen am 1. Mai

(* 25. September 1938; † 28. Oktober 2010)
Politiker, Premierminister 1979–1991 und 1997–2002
- Poul Schlüter – verliehen am 21. Juni

(* 3. April 1929; † 27. Mai 2021)
Politiker, dänischer Ministerpräsident 1982–1993

### Silber

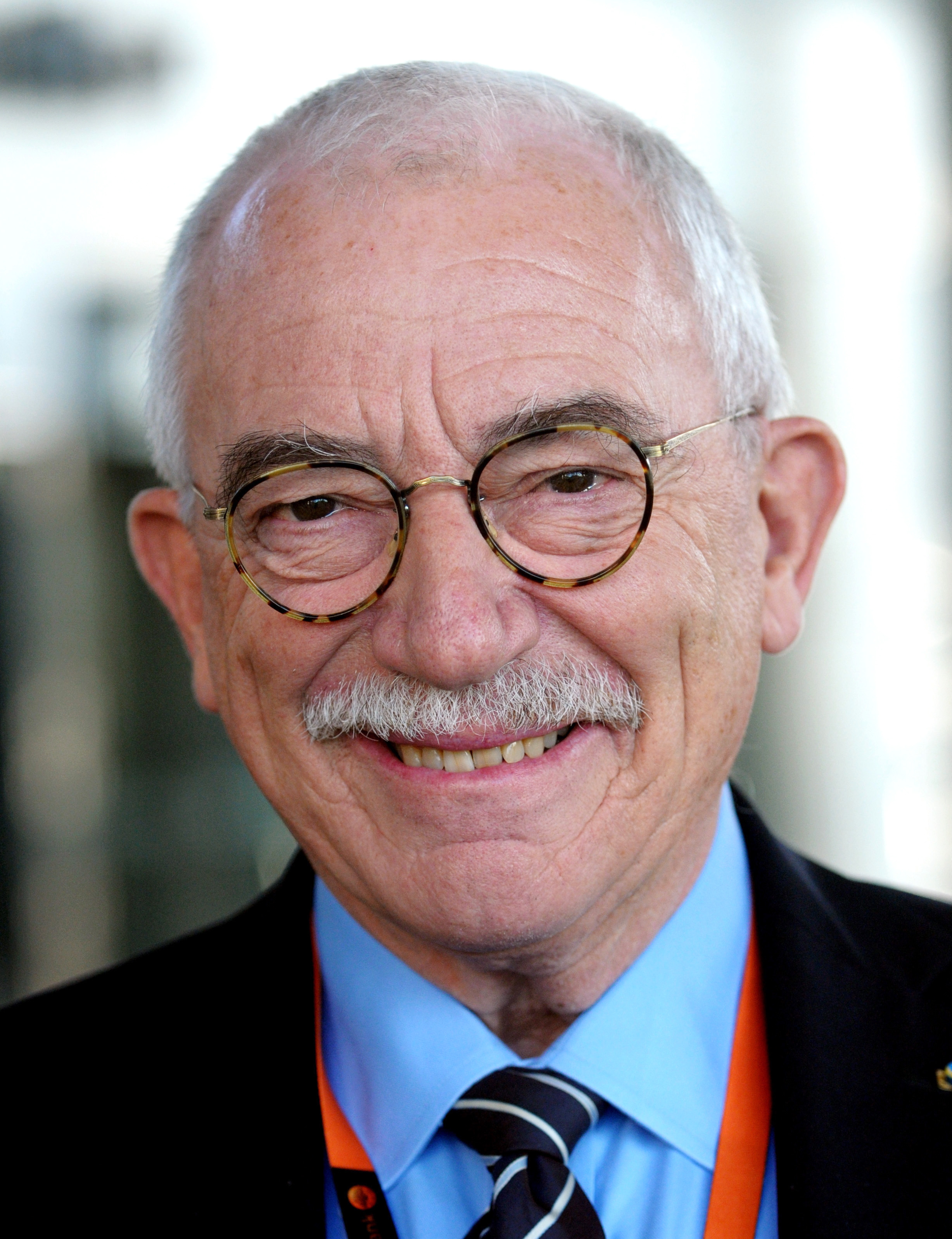
Uffe Ellemann-Jensen, Träger des Nersornaat in Silber von 1989

- Ole Ålgård – verliehen am 21. Juni

(* 9. September 1921; † 26. Januar 1995)
Diplomat, norwegischer Botschafter in China 1967–1971, norwegischer Botschafter bei den Vereinten Nationen 1971–1982, UN-Sicherheitsratspräsident 1979–1980, norwegischer Botschafter in Dänemark 1982–1989
- Jonas Brønlund – verliehen am 18. August

(* 13. September 1946)
Assistent beim KGH 1969–1970, Ladenverwalter ab 1970, Bevollmächtigter der Gemeinde Ittoqqortoormiit ab 1994, später Steuerinspektor
- Anguteeraq Davidsen – verliehen am 21. Juni

(* 17. März 1931; † 2004/05)
Politiker, Mitglied des Inatsisartut 1979–1984
- Peter Egede – verliehen am 21. Juni

(* 5. Februar 1908; † 10. Oktober 1996)
Kaufmann und Politiker, Udsteds- und Handelsverwalter 1933–1952, Mitglied des Landesrats 1951–1955
- Uffe Ellemann-Jensen – verliehen am 21. Juni

(* 1. November 1941; † 19. Juni 2022)
Politiker, dänischer Außenminister 1982–1993
- Hendrik Eriksen – verliehen am 21. Juni

keine Informationen bekannt
- Hanseeraq Frederiksen – verliehen am 21. Juni

vermutlich gemeint
(* 1916/17; † 1995)
arbeitete als Schäfer in Tasiusaq und setzte sich für die Entwicklung der grönländischen Schafzucht ein
- Jørgen Peder Hansen – verliehen am 21. Juni

(* 2. Dezember 1923; † 15. Februar 1994)
Politiker, dänischer Grönlandsminister 1975–1981 und Kirchenminister 1975–1978 und 1979–1981
- Niels Carlo Heilmann – verliehen am 3. Juli

(* 18. Mai 1927; † 27. Juni 1991)
Politiker, Mitglied des Landesrats 1971–1979, Mitglied des Inatsisartut 1979–1991
- Peter K. S. Heilmann – verliehen am 21. Juni

(* 20. September 1916; † 30. April 2005)
Politiker, Mitglied des Landesrats 1959–1971
- Knud Hertling – verliehen am 21. Juni

(* 7. Januar 1925; † 24. Oktober 2010)
Politiker, dänischer Grönlandsminister 1971–1973
- Hans Holm – verliehen am 21. Juni

(* 23. Februar 1925; † 2001)
Fischer, Mitgründer der Fischer- und Jägervereinigung 1949–1965, Gründer und Vorsitzender von KNAPK 1953–1957, Vizevorsitzender bis 1973
- Elisabeth Johansen – verliehen am 21. Juni

(* 1. August 1907; † 21. Juni 1993)
Politikerin, Mitglied des Landesrats 1959–1975
- Lars Emil Johansen – verliehen am 21. Juni

(* 24. September 1946)
Politiker, Premierminister 1991–1997
- Eigil Knuth – verliehen am 21. Juni

(* 8. August 1903; † 12. März 1996)
Polarforscher, nahm 1932–1973 an verschiedenen Expeditionen und Forschungsarbeiten in Grönland teil
- Knud Kristiansen – verliehen am 21. Juni

(* 25. Januar 1918; † 11. September 1989)
Politiker, Mitglied des Landesrats 1963–1975, Bürgermeister der Gemeinde Upernavik 1976–1979
- Henning Lund – verliehen am 21. Juni

keine Informationen bekannt
- Christian Lynge – verliehen am 21. Juni

vermutlich gemeint
(* 4. Dezember 1914; † 14. Oktober 1997)
Pastor, Katechet in Qullissat 1934–1960, Pastor ab 1960
- Elisa Maĸe – verliehen am 21. Juni

(* 16. Februar 1916; † 2007)
Schriftstellerin, setzte sich für die Bewahrung der ostgrönländischen Traditionen ein
- Annas Olsen – verliehen am 21. Juni

keine Informationen bekannt
- Moses Olsen – verliehen am 21. Juni

(* 10. Juni 1938; † 25. September 2008)
Politiker, Mitglied des Folketings 1971–1973, Mitglied des Inatsisartut 1979–1991, Sozialminister 1979–1983 und 1987–1991, Wirtschaftsminister 1983–1986, Wohnungsminister 1983–1984 und 1987–1991, Industrie- und Fischereiminister 1986–1987
- Ôdâĸ Olsen – verliehen am 21. Juni

(* 31. Dezember 1928; † 31. Dezember 1992)
Politiker, Mitglied des Landesrats 1975–1979
- Samuel Olsen – verliehen am 21. Juni

(* 23. Oktober 1936)
genannt Akaaraq, Lehrer und Schulinspektor ab 1963, Mitgründer des Rats Junger Grönländer 1960, Mitglied und Vorsitzender verschiedener Ausschüsse und Aufsichtsräte, darunter Brugseni und Knud Rasmussenip Højskolia, Schulbuchautor
- Torben Hede Pedersen – verliehen am 21. Juni

(* 13. Juli 1937; † 2. April 2000)
Beamter, grönländischer Reichsombudsmann 1979–1992
- Kathrine Sivertsen – verliehen am 21. Juni

vermutlich gemeint
(* 3. November 1902; † 30. September 1997)
arbeitete als Hebamme, gründete die Frauenvereinigung in Ilulissat mit
- Otto Steenholdt – verliehen am 21. Juni

(* 27. September 1936; † 20. Oktober 2016)
Politiker, Mitglied des Folketings 1977–1998, Mitglied des Landesrats 1971–1979, Mitglied des Inatsisartut 1979–2002

## 1990

### Gold
- Isi Foighel – verliehen am 8. Mai

(* 21. Dezember 1927; † 12. September 2007)
Politiker, dänischer Steuer- und Abgabenminister 1982–1987, Vorsitzender der Hjemmestyrekommission und der Kommission für wissenschaftliche Untersuchungen in Grönland

### Silber
- Christian Berthelsen – verliehen am 20. April

(* 7. Oktober 1916; † 23. April 2015)
grönländischer Schuldirektor 1960–1972, Vorsitzender von Det Grønlandske Selskab 1976–1985, Autor und Übersetzer von Büchern bzgl. Schulwesen und Literatur
- Poul Gaarden – verliehen am 27. September

vermutlich gemeint
Direktor von Bikuben in den 1960er und 1970er Jahren
- Sofie Holm – verliehen am 29. November

vermutlich gemeint
(* 24. November 1925)
arbeitete in der Kantine des Ilinniarfissuaq
- Peter Jensen – verliehen am 29. November

keine Informationen bekannt
- Margrethe Jeremiassen – verliehen am 29. November

vermutlich gemeint
war Mitglied des Rats der Gemeinde Qasigiannguit und Ehrenbürgerin
- Dolf Lund – verliehen am 29. November

vermutlich gemeint
(* 20. Juni 1912; † 26. November 2010)
arbeitete als Schäfer in Inneruulalik
- Enos Lyberth – verliehen am 1. August

(* 25. Mai 1931; † 16. Mai 2016)
Politiker, Mitglied des Inatsisartut 2002–2005
- Aqissiaq Møller – verliehen am 29. November

(* 4. August 1939; † 21. August 1997)
Beamter, Regierungsdirektor 1989–1991
- Eli Møller – verliehen am 29. November

keine Informationen bekannt
- Agnethe Nielsen – verliehen am 29. November

(* 13. Mai 1925; † 11. Februar 2011)
Politikerin, Mitglied des Inatsisartut 1981–1983 und 1991–1995, Bürgermeisterin der Gemeinde Narsaq 1960–1989
- Hendrik Nielsen – verliehen am 29. November

(* 1. Juni 1942; † 4. September 2022)
Politiker, Mitglied des Landesrats 1974–1979, Mitglied des Inatsisartut 1979–1991, Siedlungs-, Arbeits- und Jugendminister 1983–1987
- Jørgen Petersen – verliehen am 10. September

(* 4. September 1918; † 14. April 1991)
Pastor und Kommunalpolitiker, Pastor in verschiedenen Orten 1959–1983, Bürgermeister der Gemeinde Nanortalik 1963–1967
- Gunnar P. Rosendahl – verliehen am 29. November

(* 14. August 1919; † 11. April 1996)
Ingenieur, Chefingenieur und Direktor bei Grønlands Tekniske Organisation 1956–1989
- Otto Sandgreen – verliehen am 10. September

(* 28. Oktober 1914; † 19. September 1999)
Schriftsteller und Pastor, schrieb eine Vielzahl an Büchern zur grönländischen Kultur, Pastor und Propst in verschiedenen Orten 1938–1975
- Lars Vesterbirk – verliehen am 1. Oktober

(* 2. April 1946; † 29. Mai 2021)
Beamter, Minister im Grönländsministerium 1972–1973, Bevollmächtigter des Gouverneurs 1973–1977, Bevollmächtigter im Grönlandsministerium 1979–1980, Ministersekretär im Grönlandsministerium 1980–1982, Administrations bei der grönländischen Regierung 1988, Direktor im Dänemarkbüro 1989–1992, grönländischer EU-Repräsentant 1992–1994 und 1998–2008, Rohstoffdirektor der grönländischen Regierung 1994–1997

## 1991

### Gold
- Thue Christiansen – verliehen am 21. Juni

(* 25. Februar 1940; † 26. Juni 2022)
Künstler und Politiker, Schöpfer der grönländischen Flagge, Mitglied des Inatsisartut 1979–1983, Kultur- und Bildungsminister 1979–1983
- Bendt Frederiksen – verliehen am 3. Oktober

(* 4. Juli 1939; † 8. Juni 2012)
Politiker, Mitglied des Landesrats 1975–1979, Mitglied des Inatsisartut 1979–1995, Parlamentspräsident 1991–1995
- Lars Emil Johansen – verliehen am 26. September

(* 24. September 1946)
Politiker, Premierminister 1991–1997
- Gunnar Martens – verliehen am 25. Juni

(* 7. April 1940)
Beamter, grönländischer Reichsombudsmann 1995–2002

### Silber
- Carl Broberg – verliehen am 30. September

(* 28. März 1904; † Oktober 1991)
Schiffsbauer 1928–1970, Gründer der Kulturvereine Siumut und Kalaallit
- Henning Brøndsted – verliehen am 30. April

(* 10. Februar 1923; † 5. September 1998)
grönländischer Landesrichter 1964–1978
- Jørgen Chemnitz – verliehen am 4. Februar

(* 19. Dezember 1923; † April 2001)
Intendant und Sportfunktionär, Intendant beim KNR 1969–1974, Vorsitzender von Grønlands Idrætsforbund 1953–1965
- Ove Filemonsen – verliehen am 4. Februar

keine Informationen bekannt
- Flemming Hedegaard – verliehen am 12. September

(* 13. Oktober 1934; † 6. Juni 2022)
Diplomat, Sekretär der dänischen Botschaft im Iran 1962–1965, Bevollmächtigter im dänischen Außenministerium 1965–1972, Wirtschaftsberater der dänischen Botschaft in Frankreich 1972–1975, Bürochef im dänischen Außenministerium 1975–1980, stellvertretender dänischer EU-Repräsentant 1980–1983, dänischer Botschafter in China und Nordkorea 1983–1985, Chef der wirtschaftspolitischen Abteilung des dänischen Außenministeriums 1986–1991, dänischer Botschafter in Japan 1991–1997, dänischer OECD-Repräsentant 1997–2001, dänischer UNESCO-Repräsentant 2000–2001
- John Jensen – verliehen am 30. April

(* 6. Januar 1933; † 6. Oktober 2015)
Beamter, grönländischer Schuldirektor 1972–1980, Kultur- und Bildungsdirektor der grönländischen Regierung 1980–1981, Sekretariatschef der grönländischen Regierung 1982–1985, Regierungsdirektor 1985–1988
- Johan Kleist – verliehen am 30. April

(* 2. Februar 1927; † 1995)
genannt Aavaat, Organist und Chorleiter, leitete den MIK-Chor 1973–1990
- Hans Kristiansen – verliehen am 4. Februar

keine Informationen bekannt
- Aqqaluk Lynge – verliehen am 3. Oktober

(* 12. Oktober 1947)
Politiker, Mitglied des Inatsisartut 1983–1995 und 2002–2005, Sozial- und Wohnungsminister 1984–1988, Technik- und Umweltminister 1987–1988, Vorsitzender des ICC 1997–2002
- Frederik Nielsen – verliehen am 30. April

(* 20. September 1905; † 17. Dezember 1991)
Schriftsteller und Politiker, schrieb Prosa und Lyrik, Mitglied des Landesrats 1949 und 1951–1954
- Vittus Skifte Nielsen – verliehen am 4. Februar

keine Informationen bekannt
- Konrad Steenholdt – verliehen am 3. Oktober

(* 21. Februar 1942)
Politiker, Mitglied des Landesrats 1975–1979, Mitglied des Inatsisartut 1979–1999, Kultur-, Bildungs- und Kirchenminister 1995–1999
- Villads Villadsen – verliehen am 6. September

(* 11. Januar 1916; † 22. Januar 2006)
Schriftsteller, schrieb Prosa und Lyrik

## 1992

### Gold

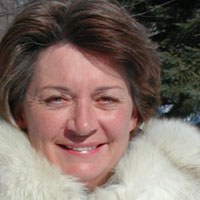
Mary Simon, Trägerin des Nersornaat in Gold von 1992

- Magnus Larsen – verliehen am 22. November

(* 29. August 1931)
Pastor und Schriftsteller, Pastor und Propst in verschiedenen Orten ab 1963, schrieb hauptsächlich Lyrik
- Mary Simon – verliehen am 24. Juli

(* 21. August 1947)
Diplomatin, Vorsitzende des ICC 1986–1992, kanadische Polarbotschafterin 1994–2003, kanadische Botschafterin in Dänemark 1999–2001, Vorsitzende des ITK 2006–2012, Generalgouverneurin von Kanada seit 2021

### Silber
- Hans L. Larsen – verliehen am 22. November

(* 12. Mai 1923; † 25. März 2004)
Lehrer 1942–1972, Informationsberater 1972–1975, Højskolelehrer 1975–1990

## 1993

### Gold
- Eigil Knuth – verliehen am 8. August

(* 8. August 1903; † 12. März 1996)
Polarforscher, nahm 1932–1973 an verschiedenen Expeditionen und Forschungsarbeiten in Grönland teil

### Silber
- Charlotte Hansen – verliehen am 8. September

(* 2. Oktober 1928; † 13. Oktober 1998)
genannt Sika, Hebamme, Geburtshelferin in Sisimiut 1945–1951, ab 1951 Hebamme in Tasiilaq und Nuuk, erhielt den Nersornaat für 42 Jahre Einsatz
- Adam Lynge – verliehen am 20. April

(* 24. Oktober 1923)
Jäger und Fischer 1940–1964, Handelsverwalter 1966–1970, angestellt beim KGH, Gemeindevogt in Qoornoq 1955–1967, Feuerwehrmann 1958–1970
- Finn Lynge – verliehen am 4. September

(* 22. April 1933; † 4. April 2014)
Politiker, Mitglied des Europaparlaments 1979–1984
- Knud Sørensen – verliehen am 13. Juli

(* 25. September 1934; † 10. Januar 2009)
Politiker, Mitglied des Inatsisartut 1984–1999, Parlamentspräsident 1995–1997, Bürgermeister der Gemeinde Aasiaat 1975–1983, 1989–1995 und 2001–2005

## 1994

### Gold
keine Ehrung

### Silber
- Anders Andreassen – verliehen am 26. August

(* 22. Mai 1944)
Politiker, Mitglied des Inatsisartut 1979–1983 und 1995–2002, Parlamentspräsident 1997–1999, Siedlungs- und Außendistriktsminister 1979–1983, Bürgermeister der Gemeinde Ammassalik ab 1993
- Christian Lyberth – verliehen am 14. September

(* 22. Februar 1933; † 30. August 2022)
Kommunalpolitiker, Elektriker ab 1956, Mitglied des Rats der Gemeinde Qasigiannguit ab 1967, Bürgermeister der Gemeinde Qasigiannguit 1989–1993
- Steen Malmquist – verliehen am 11. März

(* 19. Juli 1930; † 27. Juli 2018)
Telegrafist in Danmarkshavn 1950–1952, Wehrpflicht 1952–1955, Leutnant und Offizier während der 1950er Jahre, Radioinstrukteur bei der dänischen Armee 1956–1963, Leiter des Flughafens Kangerlussuaq 1963–1993
- Pavia Nielsen – verliehen am 18. November

(* 28. Juli 1936)
Politiker, Mitglied des Inatsisartut 1979–1987 und 1991–1995

## 1995

### Gold
- Nobuyuki Higuchi – verliehen am 23. August

(* Mai 1935; † 22. März 2023)
Unternehmer, Direktor des Krabbenunternehmens Schooner Comp., erhielt den Nersornaat für die wirtschaftliche Zusammenarbeit zwischen Japan und Grönland

### Silber
- Peter Augustinus – verliehen am 24. Februar

(* 17. Dezember 1944; † 5. April 2014)
Unternehmer und Mäzen, Direktor von Augustinus Fonden 1972–1996, Direktor von Augustinus Industri ab 1999, Aufsichtsratsmitglied diverser Institutionen, darunter Det Grønlandske Hus, Foreningen Grønlandske Børn, Dansk-Grønlandsk Naturfond, Arktisk Institut
- Kaj Kleist – verliehen am 29. September

(* 11. November 1943)
Beamter, Regierungsdirektor 1992–1999 und 2003–2008
- Ole Ramlau-Hansen – verliehen am 3. August

(* 4. August 1945)
Unternehmer, Adjunkt in Organisation und Wirtschaft am Handelsgymnasium Randers 1977–1979, Leiter von Grønlands Handelsskole 1979–1985, Direktor von Godthåb Fiskeindustri 1986–1988, Direktor von Royal Greenland 1988–2001, Direktor von Greenland Minerals 2001–2013
- Ib Thyregod – verliehen am 24. Februar

(* 29. Juli 1921; † 26. Januar 2020)
Politiker und Jurist, Sekretär im dänischen Justizministerium 1946–1947, Anwalt im Landsret 1948–1957, Anwalt im Højesteret ab 1957, Mitglied des Folketings 1960–1971, Vizevorsitzender der Foreningen Grønlandske Børn 1964–1969, Vorsitzender 1969–1995
- Christian Vibe – verliehen am 10. November

(* 16. März 1913; † 23. Juni 1998)
Zoologe und Polarforscher, unternahm diverse Expeditionen in Grönland 1936–1979, gründete 1942 die Grønlandsposten und war Redakteur bis 1947, angestellt beim Zoologischen Museum Kopenhagen ab 1945, Dozent ab 1969, Wissenschaftsberater beim Grönlandsministerium 1948–1983

## 1996

### Gold
- Knud Sørensen – verliehen am 27. September

(* 25. September 1934; † 10. Januar 2009)
Politiker, Mitglied des Inatsisartut 1984–1999, Parlamentspräsident 1995–1997, Bürgermeister der Gemeinde Aasiaat 1975–1983, 1989–1995 und 2001–2005
- Norihito Takamado – verliehen am 14. September

(* 29. Dezember 1954; † 21. November 2002)
Prinz von Japan, erhielt den Nersornaat anlässlich seines Besuchs in Grönland

### Silber
- Martha Biilmann – verliehen am 27. September

(* 7. Januar 1921; † 13. März 2008)
Kürschnerin, setzte sich für den Erhalt und die Entwicklung der Kürschnerei in Grönland ein
- Einar Lemche – verliehen am 15. November

(* 23. November 1939)
Beamter, angestellt im Grönlandsministerium 1964–1983, Berater im Dänemarkbüro 1983–1985 und 1988–1998, Erwerbsdirektor der grönländischen Regierung 1985–1988, Grönlands Repräsentant in Dänemark 1998–2007
- Marius Nielsen – verliehen am 6. Januar

keine Informationen bekannt
- Robert Petersen – verliehen am 16. Oktober

(* 18. April 1928; † 23. Oktober 2021)
Eskimologe, Professor für Eskimologie an der Universität Kopenhagen 1975–1983, Leiter des Ilisimatusarfik 1983–1995
- Alibak Steenholdt – verliehen am 27. September

(* 22. Juni 1934; † 18. Dezember 2012)
Beamter, Bürochef des Inatsisartut 1988–1996, Parlamentsdirektor 1996–1999

## 1997

### Gold
keine Ehrung

### Silber

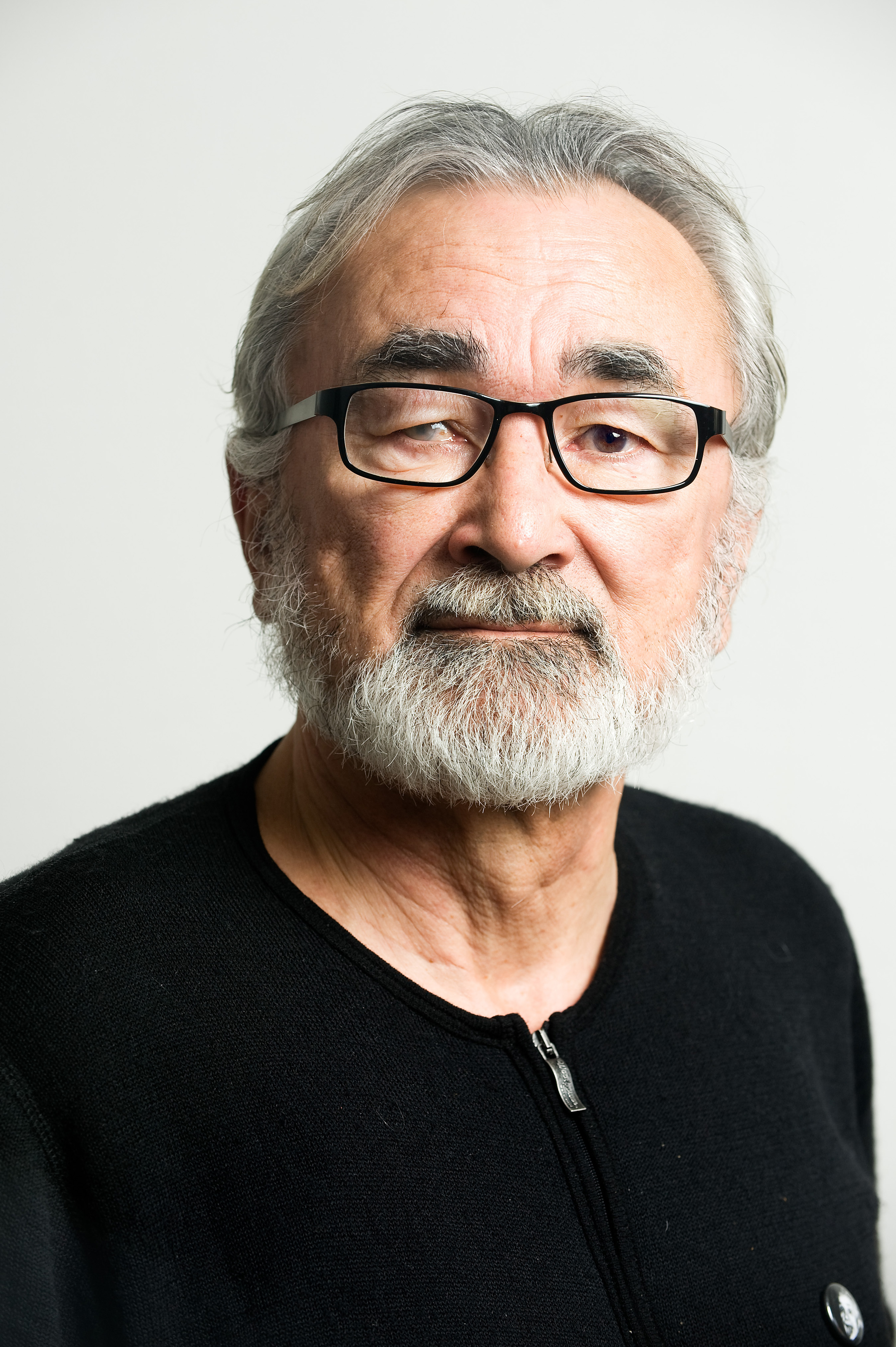
Josef Motzfeldt, Träger des Nersornaat in Silber von 1997

- Emil Abelsen – verliehen am 4. Februar

(* 29. Juli 1943; † 6. Februar 2005)
Politiker, Mitglied des Inatsisartut 1991–1995, Wirtschaftsminister 1987–1991, Handels- und Verkehrsminister 1988–1991, Ombudsmann des Inatsisartut 1995–1996
- Anders Berthelsen – verliehen am 21. Juni

stammt aus Sisimiut, sonst keine Informationen bekannt
- Niels Berthelsen – verliehen am 21. Juni

(* 15. Dezember 1929)
Installateur, arbeitete im Wasser- und Kraftwerk in Maniitsoq 1953–1997, erhielt den Nersornaat für 44 Jahre Arbeitseinsatz
- Poul Bjerre – verliehen am 21. Juni

Leiter der Pflanzenversuchsstation in Upernaviarsuk, arbeitete an der Bewaldung Südgrönlands
- Svend-Erik Danielsen – verliehen am 20. Juni

(* 18. September 1944; † Oktober 2011)
Bänker, Revisor 1963–1982, Direktor der Grønlandsbanken 1982–2006, norwegischer Generalkonsul in Grönland ab 1986, Aufsichtsratsvorsitzender Polar Seafood 2009–2011
- Nikolaj Markus Ole Søren Jensen – verliehen am 12. Juli

(* 10. August 1925)
Jäger, Vorsitzender der Jägervereinigung ab 1957, Mitglied des Rats der Gemeinde Upernavik 1984–1989, rettete zahlreiche andere Jäger bei Jagdunglücken
- Emilie Lennert – verliehen am 21. Juni

(* 5. November 1931; † 3. Mai 2019)
Politikerin, Mitglied des Inatsisartut 1984–1995, Bürgermeisterin der Gemeinde Sisimiut 1967–1979
- Henrik Lund – verliehen am 21. Juni

(* 17. März 1939; † 2003)
Kommunalpolitiker, Bürgermeister der Gemeinde Qaqortoq 1975–1993 und ab 1997
- Jørgen Meldgaard – verliehen am 14. November

(* 7. März 1927; † 9. März 2007)
Polarforscher und Archäologe, Teilnehmer diverser Expeditionen nach Grönland 1948–1979, Inspektor der ethnografischen Abteilung im Dänischen Nationalmuseum 1959–1997
- Josef Motzfeldt – verliehen am 4. Juni

(* 24. November 1941)
Politiker, Mitglied des Inatsisartut 1987–1988 und 1991–2013, Parlamentspräsident 2009–2013, Handelsminister 1984–1988 und 1999–2001, Verkehrsminister 1984–1988, Berufsbildungsminister 1984–1987, Jugendminister 1987–1988, Wirtschaftsminister 1999–2001, Finanzminister 2002–2007, Außenminister und Minister für Nordische Zusammenarbeit 2003–2007
- Lazarus Olsen – verliehen am 21. Juni

(* 1921/22)
Fischer, stammte aus Sisimiut
- Peter Ostermann – verliehen am 4. Juni

(* 26. Mai 1939; † 19. Juli 2011)
Politiker, Mitglied des Inatsisartut 1979–1999
- Jens Rosing – verliehen am 4. Juni

(* 28. Juli 1925; † 24. Mai 2008)
Schriftsteller und Künstler, begründete die Rentierhaltung in Grönland, Leiter des Grönländischen Nationalmuseums 1976–1978, schuf das grönländische Wappen, den Nersornaat, die Rink-Medaille und rund 150 Briefmarken
- Orla Sandborg – verliehen am 21. Juni

(* 29. Februar 1928; † 11. Februar 1998)
war als Inspektor in Qaanaaq tätig
- Helge Schultz-Lorentzen – verliehen am 14. November

(* 23. Dezember 1926; † 8. November 2001)
Lehrer in Nuuk 1953–1958, Schulleiter in Aasiaat 1958–1961, Schulinspektor in Qaqortoq 1961–1982, Aufbau und Leiter des Grönlandsekretariats des dänischen Nationalmuseums 1982–1997
- Jakob Sivertsen – verliehen am 4. Juni

(* 18. November 1943)
Politiker, Mitglied des Inatsisartut 1979–2005, Bürgermeister der Gemeinde Ammassalik 1989–1993
- Emil Zeeb – verliehen am 21. Juni

(* 2. August 1943)
Fischer und Kommunalpolitiker, Mitglied des Rats der Gemeinde Qasigiannguit ab 1967, Ortsratsvorsitzender von Ikamiut 1975–1997

## 1998

### Gold
- Anders Andreassen – verliehen am 21. Juni

(* 22. Mai 1944)
Politiker, Mitglied des Inatsisartut 1979–1983 und 1995–2002, Parlamentspräsident 1997–1999, Siedlungs- und Außendistriktsminister 1979–1983, Bürgermeister der Gemeinde Ammassalik ab 1993
- Otto Sandgreen – verliehen am 1. Juni

(* 28. Oktober 1914; † 19. September 1999)
Schriftsteller und Pastor, schrieb eine Vielzahl an Büchern zur grönländischen Kultur, Pastor und Propst in verschiedenen Orten 1938–1975

### Silber
- Esaias Broberg – verliehen am 10. Juli

keine Informationen bekannt
- Guldborg Chemnitz – verliehen am 4. September

(* 27. Januar 1919; † 2003)
Frauenrechtlerin, arbeitete als Dolmetscherin und setzte sich für die Unterstützung grönländischer Frauen ein
- Inge Lynge – verliehen am 4. Dezember

(* 3. Dezember 1928)
Ärztin, Psychiaterin in Grönland 1968–1984, Beraterin für Psychiatrie im Grönlandsministerium 1968–1970 und 1984–1985, Vorsitzende der Grönlandsmedizinischen Gesellschaft 1984–1996, veröffentlichte Artikel zu psychischen Krankheiten, Selbstmord und Alkoholmissbrauch in Grönland
- Hans Christian Petersen – verliehen am 4. September

(* 13. Juli 1925; † 1. März 2015)
Lehrer, Leiter der Knud Rasmussenip Højskolia 1962–1975 und 1982–1983, schrieb wissenschaftliche Werke zu Kajaks
- Gert Vigh – verliehen am 1. Juli

(* 19. Juni 1937)
Beamter, angestellt im Grönlandsministerium 1967–1975, Bürochef des Grönlandsministeriums ab 1975, Chef der Rohstoffverwaltung für Grönland ab 1979

## 1999

### Gold
- Jørgen Fleischer – verliehen am 21. Juni

(* 28. Juni 1924; † 27. Juni 2012)
Journalist und Schriftsteller, Chefredakteur der Atuagagdliutit 1962–1987, schrieb Prosa und Sachbücher
- Alibak Steenholdt – verliehen am 29. Mai

(* 22. Juni 1934; † 18. Dezember 2012)
Beamter, Bürochef des Inatsisartut 1988–1996, Parlamentsdirektor 1996–1999

### Silber
- Bent Barlaj – verliehen am 12. Dezember

vermutlich gemeint
(* 30. Juni 1915)
Katechet in Qeqertarsuatsiaat
- Peter Christensen – verliehen am 4. Dezember

arbeitete als Fischer und Unternehmer, machte Heilbuttstremel und geräucherten Heilbutt in Nuuk bekannt und führte später ein Bauunternehmen, mit dem er viele Leute beschäftigte
- Ove Filemonsen – verliehen am 25. Juli

keine Informationen bekannt
- Karl Knudsen – verliehen am 12. Juli

vermutlich gemeint
(* 16. März 1916)
Pastor, Katechet in Narsaq 1936–1946, Pastor in diversen Orten 1948–1980
- Samuel Knudsen – verliehen am 7. Juni

(* 30. April 1929)
Künstler, Schriftsteller und Lehrer, schrieb Kinderbücher und schuf typisch grönländische Kunst, erhielt den Nersornaat für seinen Einsatz in der Seniorenvereinigung in Kangersuatsiaq, die er mitgründete
- Peter Petersen – verliehen am 10. Dezember

keine Informationen bekannt
- Jakobine Rosing – verliehen am 7. Juni

erhielt den Nersornaat für ihren Einsatz im Vereinswesen, unter anderem im Blauen Kreuz und in der Seniorenvereinigung in Nuuk

## 2000

### Gold
- Knud Hertling – verliehen am 30. November

(* 7. Januar 1925; † 24. Oktober 2010)
Politiker, dänischer Grönlandsminister 1971–1973

### Silber
- Heinz Barüske – verliehen am 1. Dezember

(* 6. März 1915)
Schriftsteller, schrieb Bücher mit Bezug zu Grönland
- Anguteeraq Davidsen – verliehen am 21. Juni

(* 17. März 1931; † 2004/05)
Politiker, Mitglied des Inatsisartut 1979–1984
- Abel Egede – verliehen am 21. März

(* 4. Mai 1945; † 15. Februar 2006)
Polizist, setzte sich für den Aufbau des Polizeiwesens in Grönland ein
- Hansepâjuk Gabrielsen – verliehen am 30. November

(* 26. November 1925; † 2004)
Buchhalter und Sportfunktionär, Kassenprüfer der grönländischen Landeskasse 1979–1990, Vorsitzender von Grønlands Idrætsforbund 1973–1985
- Kristian Lauritsen – verliehen am 27. Juni

(* 18. Juni 1924; † 5. März 2015)
Pastor in Sisimiut 1958–1963, Pastor in Dänemark 1963–1968, Landespropst in Grönland 1968–1973, Pastor in Gerlev und Draaby 1973–1994, grönländischer Pastor in Hillerød 1995–2000, Lektor an Grønlands Seminarium und Grönlandberater im dänischen Kirchenministerium 1973–1980
- Ulrik Møller – verliehen am 24. März

vermutlich gemeint
(* 11. September 1927)
Pastor ab 1967
- Gerhardt Petersen – verliehen am 8. April

(* 13. April 1955; † 30. März 2020)
Unternehmer und Politiker, Direktor von KNI 2005–2006, Parteivorsitzender der Atassut 2009–2014, Mitglied des Inatsisartut 2013–2014
- Jens Poulsen – verliehen am 13. Januar

keine Informationen bekannt

## 2001

### Gold
- Holger Balle – verliehen am 2. August

(* 18. September 1917; † 26. April 2010)
Pastor in Grönland ab 1946, interim Leiter von Grønlands Seminarium 1949, Propst von Grönland ab 1955, tätig in Dänemark 1961–1982, Lektor des Grönländischen ab 1965, beteiligte sich an der Übersetzung der Bibel ins Grönländische 1962–1994
- Aage Chemnitz – verliehen am 20. Juni

(* 26. Juni 1927; † 17. Mai 2006)
Kaufmann, Direktor des KGH 1981–1985
- Jens Christian Chemnitz – verliehen am 12. März

(* 31. März 1935; † 17. September 2005)
Geistlicher, Propst von Grönland 1973–1980, Vizebischof von Grönland 1980–1984
- Motzfeldt Hammeken – verliehen am 21. Juni

(* 13. Mai 1922; † 25. Januar 2009)
Pastor in diversen Orten 1960–1991

### Silber
- Ove Brandt – verliehen am 25. Juni

(* 15. Juli 1937)
Kommunalpolitiker, Gemeindevogt in Aasiaat 1968–1974, Mitglied des Rats der Gemeinde Aasiaat ab 1975, Mitgründer des Museums in Aasiaat
- Gudrun Chemnitz – verliehen am 21. Juni

(* 11. August 1928; † Juli 2004)
Frauenrechtlerin, stärkte die Arbeit der Frauenvereinigung und setzte sich für ein Abtreibungsgesetz ein
- Erik Røde Frederiksen – verliehen am 21. Juni

(* 21. März 1927; † 28. April 2016)
Schäfer, Katechet, Mitglied des Rats der Gemeinde Narsaq und Ortsratsvorsitzender in Qassiarsuk
- Hans Jakob Frederiksen – verliehen am 21. Juni

keine Informationen bekannt
- Jørgen Kleemann – verliehen am 18. Juli

(* 7. März 1923; † 11. Mai 2023)
Musiker, spielte seit den 1980er Jahren Volksmusik, bevorzugt mit dem Akkordeon
- Adam Nielsen – verliehen am 21. Juli

(* 23. August 1929; † 1. August 2001)
Lehrer an der Knud Rasmussenip Højskolia
- Karl Siegstad – verliehen am 29. August

(* 5. Dezember 1930; † 17. Januar 2010)
Schriftsteller, schrieb Bücher über die grönländische Kultur, war Direktor des Verlags Atuakkiorfik und Mitglied des Rats der Gemeinde Aasiaat

## 2002

### Gold
- Christian Berthelsen – verliehen am 31. Mai

(* 7. Oktober 1916; † 23. April 2015)
grönländischer Schuldirektor 1960–1972, Vorsitzender von Det Grønlandske Selskab 1976–1985, Autor und Übersetzer von Büchern bzgl. Schulwesen und Literatur
- Tyge Lehmann – verliehen am 31. Mai

(* 7. Februar 1941)
Diplomat, angestellt im dänischen Außenministerium ab 1965, Botschaftssekretär der UN-Mission in Genf 1974–1977, Bürochef 1981–1986, Botschafter 1986–1994, setzte sich 1988 vor dem Internationalen Gerichtshof für die Seegrenzziehung zwischen Grönland und Jan Mayen ein
- Mitsudo Urano – verliehen am 9. April

war Direktor von Nichirei

### Silber

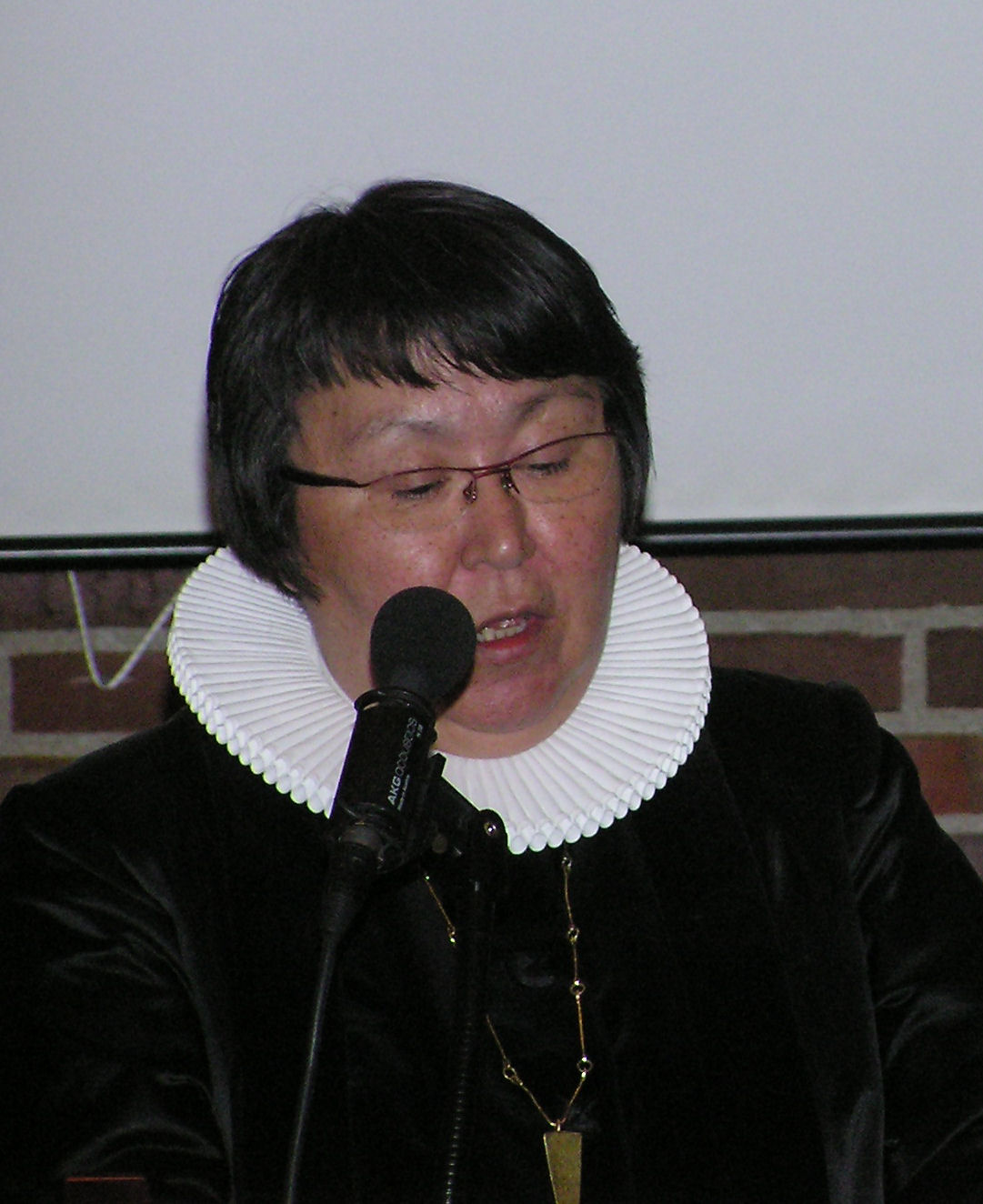
Sofie Petersen, Trägerin des Nersornaat in Silber von 2002

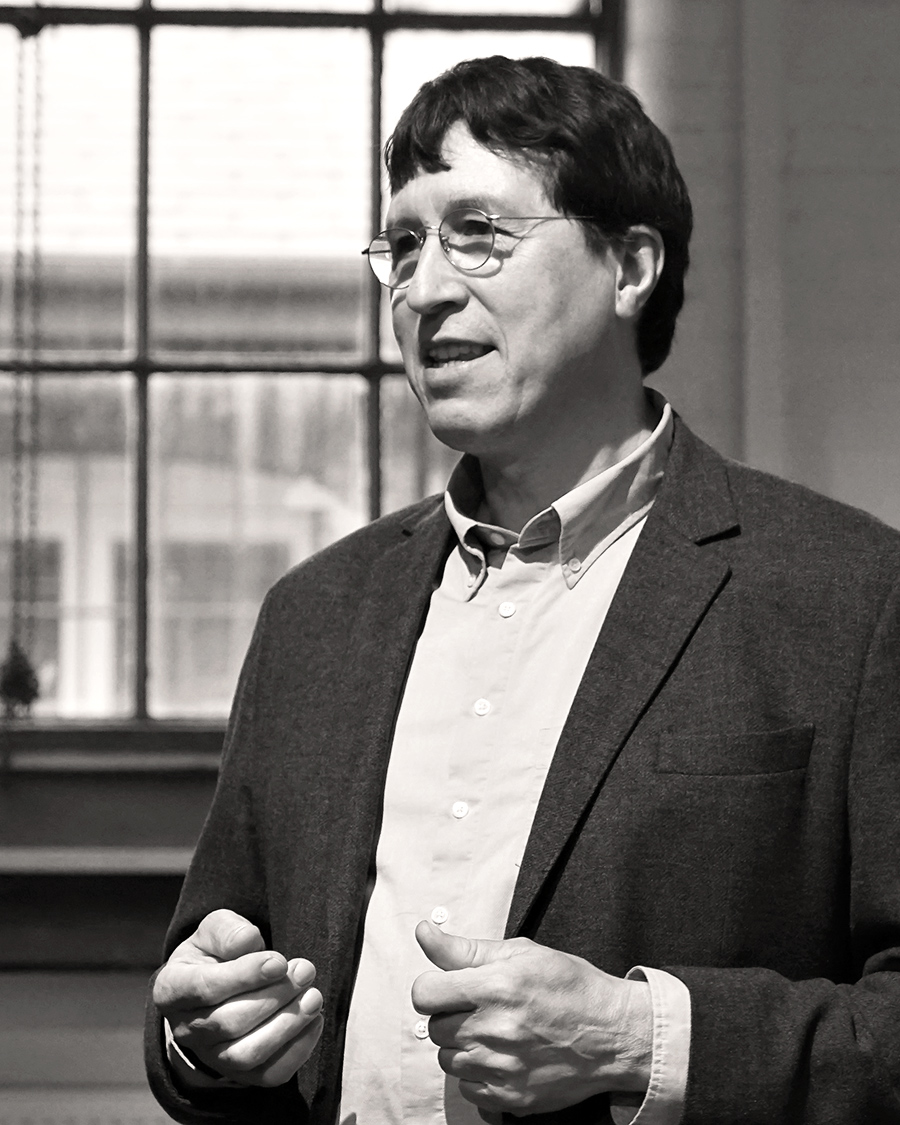
Minik Rosing, Träger des Nersornaat in Silber von 2002

- Daniel Lennert – verliehen am 31. Mai

(* 5. Januar 1925)
Schulinspektor in Grönland und später Organist in Dänemark, übersetzte die Bibel mit ins Grönländische
- Sofie Petersen – verliehen am 9. Juni

(* 23. November 1955)
Geistliche, Pastorin in Sisimiut 1987–1990, Ilulissat 1990–1995, Bischöfin von Grönland 1995–2020
- Minik Rosing – verliehen am 8. Januar

(* 2. Februar 1957)
Geologe, forscht zur Frühgeschichte der Erde, Leiter des Geologischen Museums in Kopenhagen

## 2003

### Gold

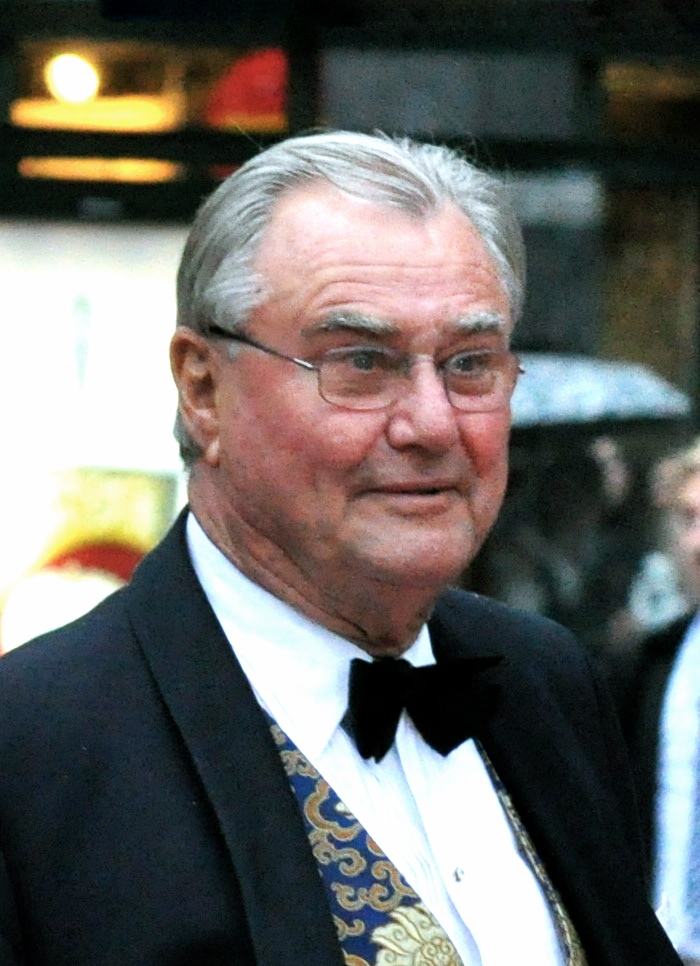
Prinz Henrik, Träger des Nersornaat in Gold von 2003

- Henrik von Dänemark – verliehen am 2. Juni

(* 11. Juni 1934; † 13. Februar 2018)
Prinzgemahl von Dänemark ab 1967
- Friis Arne Petersen – verliehen am 17. Februar

(* 25. November 1952)
Diplomat, dänischer Botschafter in den USA 2005–2010, dänischer Botschafter in China 2010–2015, dänischer Botschafter in Deutschland seit 2015
- Ole Samsing – verliehen am 17. Februar

Diplomat, dänischer Repräsentant bei der Internationalen Walfangkommission

### Silber
- Jens Adolfsen – verliehen am 15. April

(* 13. Juni 1931)
Schafzüchter, Mitglied des Rats der Gemeinde Nanortalik ab 1963
- Jens Fynbo – verliehen am 19. Februar

(* 2. März 1912; † 10. Februar 2006)
Kaufmann, Direktor des KGH 1977–1982
- Nikolaj Heinrich – verliehen am 5. September

(* 26. Januar 1938)
Politiker, Mitglied des Inatsisartut 1987–1995, Bürgermeister der Gemeinde Nuuk 2007–2008
- Ingvar Høegh – verliehen am 16. April

(* 30. April 1927; † 15. März 2007)
Politiker, Mitglied des Inatsisartut 1983–1987
- Oluf Høegh – verliehen am 19. Februar

(* 30. April 1927; † 15. Mai 2018)
Politiker, Mitglied des Landesrats 1963–1967, Bürgermeister der Gemeinde Qaqortoq 1959–1963 und 1967–1975
- Christian Jeremiassen – verliehen am 20. September

keine Informationen bekannt
- Jonas Jeremiassen – verliehen am 9. Oktober

keine Informationen bekannt
- Gertrud Rask Karlsen – verliehen am 21. Juni

keine Informationen bekannt
- Johannes Karlsen – verliehen am 8. Oktober

keine Informationen bekannt
- Oluf Kleist – verliehen am 8. September

keine Informationen bekannt
- Pavia Lange – verliehen am 19. September

keine Informationen bekannt
- Ib Lorentzen – verliehen am 29. Dezember

(* 19. Oktober 1932; † 2015)
angestellt an der Wetterstation in Uunarteq 1956–1980, Leiter der Telestation in Ittoqqortoormiit ab 1980, Kreisrichter in Ittoqqortoormiit ab 1969
- Uvdloriaĸ Løvstrøm – verliehen am 2. Oktober

(* 23. August 1936; † 13. Juli 2015)
Kommunalpolitiker, Bürgermeister der Gemeinde Uummannaq 1984–1997
- Mariane Lund – verliehen am 8. September

keine Informationen bekannt
- Ole Magnussen – verliehen am 5. September

(* 15. Oktober 1937; † 6. Dezember 2015)
Gewerkschaftler, Fischer 1951–1979, Motorenassistent des Kraftwerks in Qasigiannguit 1979–1983, Vorsitzender der SIK-Abteilung in Qasigiannguit 1983–1988, Vorsitzender von SIK 1988–1989, Vizevorsitzender 1993–2001
- Emil Motzfeldt – verliehen am 8. September

vermutlich gemeint
(* 17. Mai 1926)
Handelschef in Nanortalik
- Marius Petersen – verliehen am 8. September

keine Informationen bekannt
- Peter Frederik Rosing – verliehen am 5. September

(* 14. Dezember 1940; † 30. Mai 2011)
Journalist, Direktor des KNR 1998–2001
- Jonathan Sebulonsen – verliehen am 12. April

keine Informationen bekannt
- Isak Trolle – verliehen am 8. September

(* 11. März 1942; † 2004)
Kommunalpolitiker, gelernter Schmied, Hafenvorsitzender in Nuuk 1971–1972, Hafenverwalter in Qaqortoq 1972–1993, Mitglied des Rats der Gemeinde Qaqortoq ab 1983, Bürgermeister 1993–1997

## 2004

### Gold

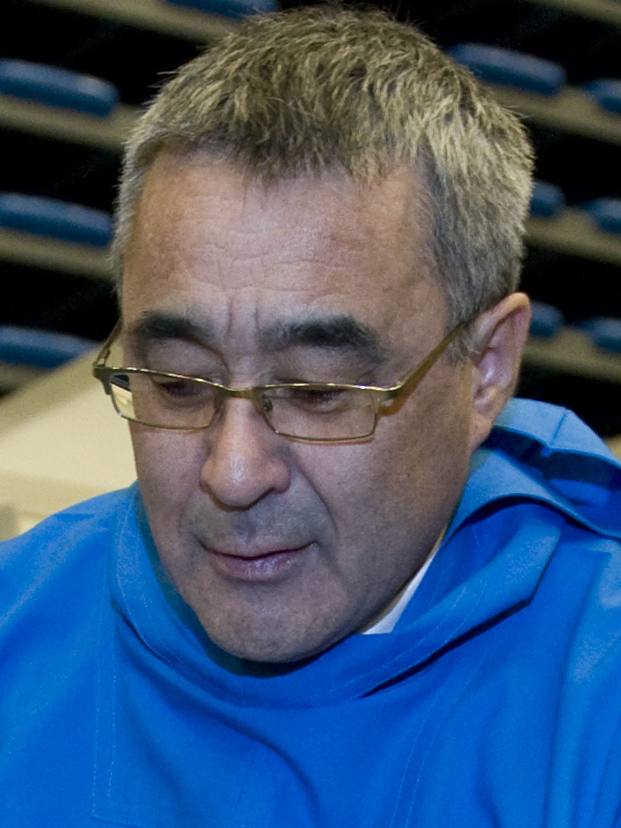
Hans Enoksen, Träger des Nersornaat in Gold von 2004

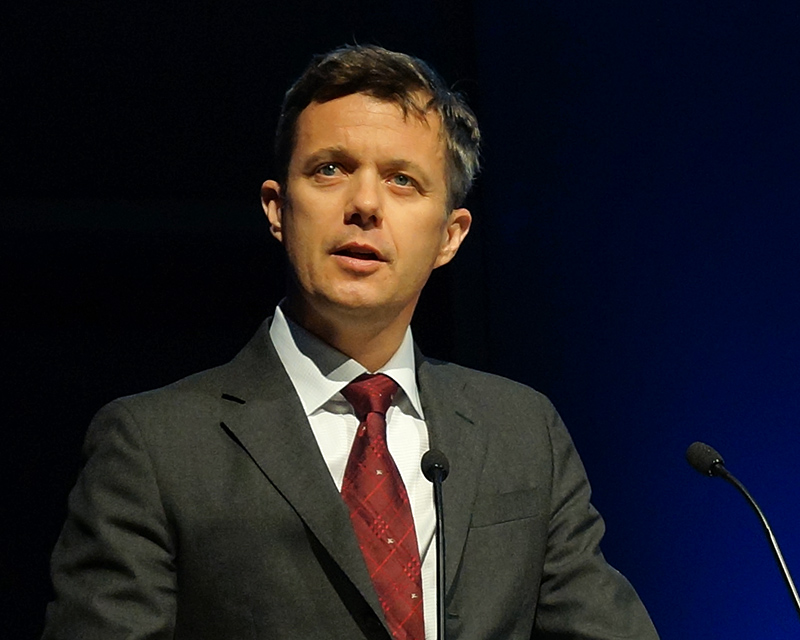
Kronprinz Frederik, Träger des Nersornaat in Gold von 2004

- Hans Enoksen – verliehen am 16. April

(* 7. August 1956)
Politiker, Premierminister 2002–2009
- Frederik von Dänemark – verliehen am 23. Februar

(* 26. Mai 1968)
Kronprinz von Dänemark

### Silber

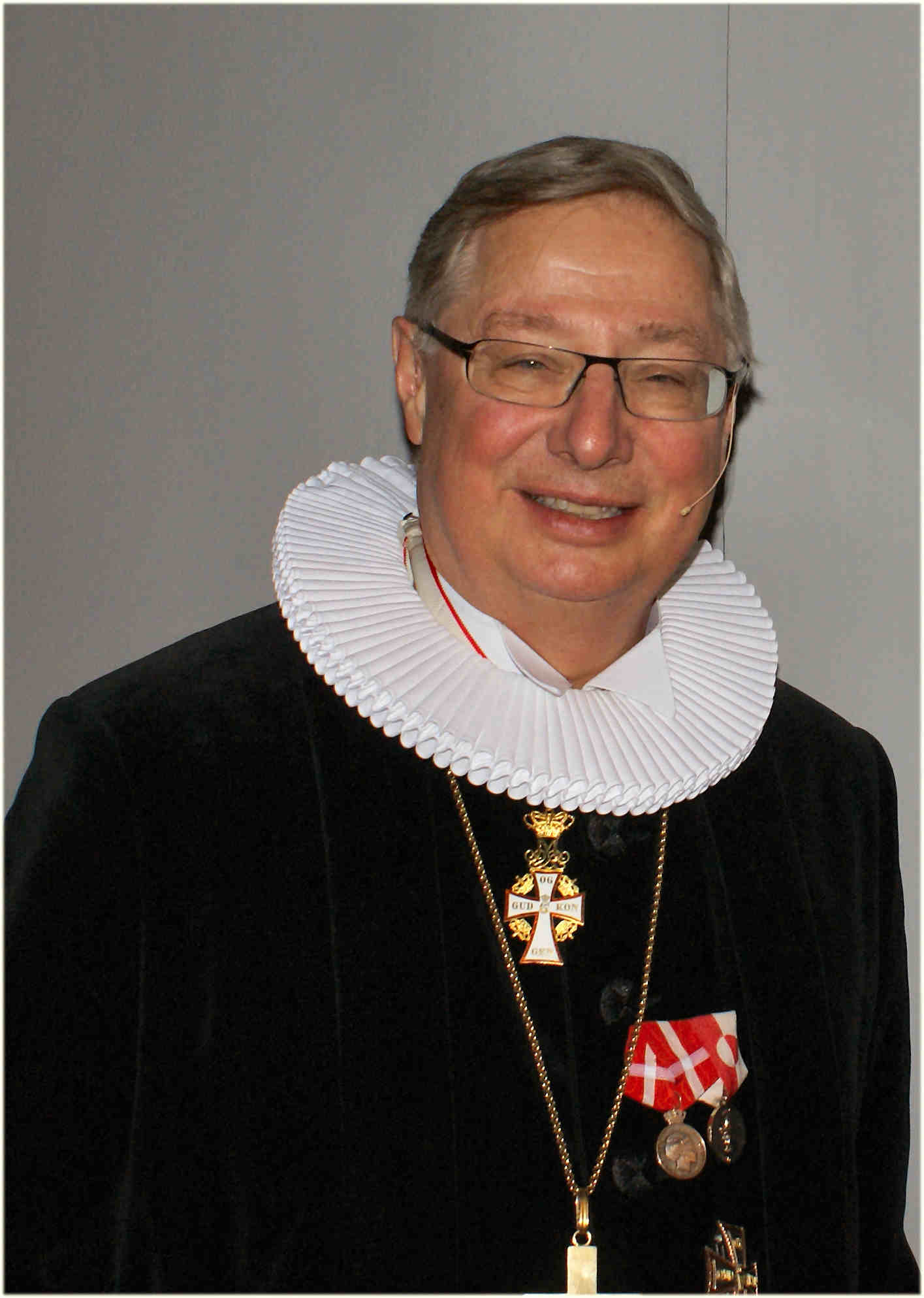
Erik Norman Svendsen, Träger des Nersornaat in Silber von 2004

- Knud Nuka Andersen – verliehen am 13. Juli

keine Informationen bekannt
- Per Berthelsen – verliehen am 23. Juni

(* 12. Februar 1950)
Musiker und Politiker, Mitglied des Inatsisartut 1999–2014, Finanz- und Außenminister 2008–2009, in den 1970er Jahren als Rockmusiker tätig
- Jonas Christiansen – verliehen am 22. September

(* 7. Januar 1932)
Bäcker 1950–1960, Fischer ab 1960, Gründer von Grønlands Rejeeksport, Mitglied von Grønlands Skatteråd 1974–2006, Vorsitzender von Grønlands Skatteråd 1991–2006, Mitglied des Rats der Gemeinde Narsaq
- Villiam Christiansen – verliehen am 1. November

keine Informationen bekannt
- Agnethe Davidsen – verliehen am 23. Juni

(* 29. August 1947; † 25. November 2007)
Politikerin, Mitglied des Inatsisartut 1995–1997 und 2005–2007, Sozialministerin 1983–1984, Bürgermeisterin der Gemeinde Nuuk 1993–2007
- Marianne Frederiksen – verliehen am 12. August

keine Informationen bekannt
- Kaare Hagemann – verliehen am 23. Juni

(* 1. März 1946)
Finanzbeamter, tätig in der Steuerverwaltung in Rødovre und Albertslund 1969–1973, im Steuerdirektorat in Kopenhagen 1973, im Steuerdirektorat in Nuuk 1974, Abteilungsleiter des Steuerdirektorats in Nuuk 1975–1978, Vizedirektor 1978–1988, Direktor 1988–2008, Aufsichtsratsmitglied bei NunaOil 1992, hat Lehrbücher und Publikationen über grönländisches Steuerrecht und -verwaltung geschrieben
- Jeremias Hardenberg-Thomsen – verliehen am 14. Juli

vermutlich gemeint
(* 22. September 1934; † 11. Dezember 2015)
rettete während seiner Schulzeit drei Kinder aus einem brennenden Haus und errichtete anschließend das Feuerwehrwesen in Qaqortoq, Feuerwehrmann 1964–1987, Schiffsbauer 1949–1978, arbeitete auch als Umzugsarbeiter, Taxifahrer, LKW-Fahrer und Kioskbesitzer, Mitglied des Rats der Gemeinde Qaqortoq 1975–1989
- Jørgen A. Høy – verliehen am 12. Mai

(* 4. Januar 1934; † 2022)
Unternehmer, angestellt bei SAS Scandinavian Airlines 1958–1960, in der Verkehrsabteilung des KGH 1960–1965, bei Grønlandsfly 1965–1979, Direktor 1974–1979, Einkaufschef bei Dong ab 1979, Direktor 1981–1995, Aufsichtsratsmitglied bei Royal Arctic Line
- Allan Idd Jensen – verliehen am 10. August

(* 7. April 1938; † 24. Juni 2013)
Politiker und Unternehmer, Mitglied des Inatsisartut 1983–1984, Mitglied des Rats der Gemeinde Nuuk, war tätig als Seemann, Krabben- und Muschelfischer, Fischverarbeitungs- und Exportunternehmer
- Karl Jørgensen – verliehen am 2. November

keine Informationen bekannt
- Martha Labansen – verliehen am 24. Juni

(* 18. Juli 1950)
Sozialdirektorin 1987–1991, Direktorin der Atuagagdliutit (1993–1995), Direktorin von KANUKOKA 1999–2013, Aufsichtsratsvorsitzende bei Royal Arctic Line 2007–2014
- Mads Lidegaard – verliehen am 3. August

(* 17. Juni 1925; † 9. Juli 2006)
Lehrer und Pastor, Lehrer an der Danebod Højskole 1950–1952, Hilfspastor 1952–1953, Pastor und Seminariumslehrer in Nuuk ab 1953, angestellt im Grönlandsministerium 1961–1966, Lehrer an der Krogerup Højskole ab 1966, Vorsitzender der Magleås Højskole 1967–1974, Vorsitzender der Knud Rasmussenip Højskolia 1958–1974, Vorsitzender von Det Grønlandske Selskab 1970–1978
- Torben Lodberg – verliehen am 3. August

(* 4. September 1929; † 20. Mai 2014)
Journalist und Redakteur, war als Journalist in Grönland tätig und gab das Biografielexikon Grønlands Grønne Bog heraus
- Hansigne Lyberth – verliehen am 29. Juli

war tätig in der Fischindustrie und als Gewerkschafterin, Gemeinderatsmitglied
- Jakob Lyberth – verliehen am 29. Juli

war als Fischereiunternehmer tätig und beschäftigte und ernährte damit 200 Maniitsormiut
- Peter Lyberth – verliehen am 29. Juli

(* 28. September 1950)
Radiotelegrafist und Fischereiunternehmer, beschäftigte und ernährte 200 Maniitsormiut
- Niels Henrik Lynge – verliehen am 28. Dezember

(* 6. September 1937)
Journalist, Programmredakteur beim KNR
- Margit Motzfeldt – verliehen am 24. Juni

(* 19. Februar 1945)
Badmintonspielerin und Lehrerin, grönländische Badmintonmeisterin im Damendoppel 1981 und 1982, Vorsitzende von Grønlands Badmintonforbund, Rektorin von Grønlands Gymnasium 1998–2007
- Emilie Nielsen – verliehen am 3. August

arbeitete als Krankenschwester, gründete die Vereinigung FBG/Tikeraaq zur Unterstützung im Ausland lebender Grönländer mit
- Margrethe Nielsen – verliehen am 29. November

keine Informationen bekannt
- Kaj Olsen – verliehen am 24. Juni

Leiter von Ungbo, Leiter eines Reinigungsunternehmens in Nuuk zur Bekämpfung der Arbeitslosigkeit 1983–2000, Ratgeber für Alkoholabhängige, Laienrichter für etwa 40 Jahre
- Margrethe Sørensen – verliehen am 24. Juni

(* 17. August 1946)
Beamtin, Forschungshelferin der Lokalgemeinschaftsuntersuchung in Grönland 1972–1975, Bevollmächtigte im Landesrat 1976–1979, Dorf- und Außendistrikt-, Arbeitsmarkt- und Jugendleiterin, -vizedirektorin und -direktorin der grönländischen Regierung 1979–1990, im Technikdirektorat kommitiert 1990, Direktorin für öffentliche Arbeiten und Verkehr 1991–1995, Erwerbs-, Verkehrs- und Versorgungsdirektorin 1995–1997, Sozial- und Arbeitsmarktdirektorin und Direktorin für öffentliche Arbeiten 1997–1999, Wohnungs- und Infrastrukturdirektorin 1999–2002, Erwerbsdirektorin 2002–2006
- Erik Sprunk-Jansen – verliehen am 3. August

(* 1. April 1937)
Unternehmer, Direktor von Greenex 1977–1987, Direktor von H. Lundbeck 1987–2003, Gründer von Sprunk-Jansen 2003, Direktor von Sprunk-Jansen ab 2006, Aufsichtsratschef zahlreicher Unternehmen
- Erik Norman Svendsen – verliehen am 3. August

(* 27. Januar 1941)
Bischof von Kopenhagen 1992–2009
- Kirsten Trolle – verliehen am 3. August

Beamtin, angestellt im Grönlandsministerium ab 1962, angestellt in der Grönlandsabteilung des dänischen Staatsministeriums ab 1983, angestellt im Dänemarkbüro der grönländischen Regierung ab 1985

## 2005

### Gold

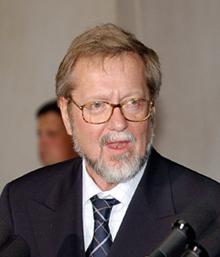
Per Stig Møller, Träger des Nersornaat in Gold von 2005

- Per Stig Møller – verliehen am 13. Januar

(* 27. August 1942)
Politiker, dänischer Umweltminister 1990–1993, Außenminister 2001–2010, Kultur- und Kirchenminister 2010–2011

### Silber
- Poul Helge Alsbirk – verliehen am 7. September

(* 5. März 1936)
Arzt, Assistenzarzt in Uummannaq 1964–1966, Vertretungsdistriktsarzt in Uummannaq 1966–1967, Distriktsarzt in Uummannaq 1967–1971, tätig in Dänemark 1971–1978 und 1981–1994, Augenkonsulent in Grönland 1980–1999, Vorsitzender der Grönlandsmedizinischen Gesellschaft 1980–1983, Vorsitzender der Grönlandsgruppe der Dänischen Ophthalmologischen Gesellschaft 1990–1993
- Evald Brønlund – verliehen am 11. März

(* 23. März 1949)
Politiker, Mitglied des Inatsisartut 1995–1999
- Frederik Fleischer – verliehen am 27. April

keine Informationen bekannt
- Hans Gammeltoft-Hansen – verliehen am 7. September

(* 21. Februar 1944)
Beamter, Ombudsmann des Folketings 1987–2012
- Hans Hard – verliehen am 17. Juli

keine Informationen bekannt
- Michael Hauser – verliehen am 7. September

(* 28. April 1930; † April 2016)
Musikethnologe, Experte für grönländischen Trommelgesang, Gymnasiallehrer und Chorleiter
- Svend Aage Horsted – verliehen am 7. September

(* 11. Januar 1928; † 26. März 2013)
Wissenschaftler, wissenschaftlicher Assistent bei Grønlands Fiskeriundersøgelser 1955–1970, Leiter von Grønlands Fiskeriundersøgelser 1970–1982, Direktor von Grønlands Fiskeri- og Marineundersøgelser 1982–1987, Direktor von Grønlands Fiskeriundersøgelser 1987–1991
- Jens Inûsugtoĸ – verliehen am 30. September

(* 12. April 1942)
Kommunalpolitiker, als Jäger und Fischer tätig, Bürgermeister der Gemeinde Kangaatsiaq 1993–1997
- Alberth Jakobsen – verliehen am 13. Januar

Ladenbesitzer in Qaanaaq in den 1960er Jahren, Leiter des Kinderheims in Uummannaq, Ausbildungsberater beim KGH 1970er–1997
- Julius Jakobsen – verliehen am 22. Juli

(* 8. September 1926)
Fischer und Jäger, rettete drei Kollegen bei Kajakunglücken, bildete zahlreiche junge Fischer aus, war beteiligt an der Errichtung der Fischfabrik und des Kraftwerks in Arsuk, Mitglied des Rats der Gemeinde Paamiut 1955–1959, Ehrenbürger von Arsuk
- Ilannguaq G. Jensen – verliehen am 7. September

(* 8. Juni 1939)
Pastor und Propst in verschiedenen Orten ab 1967
- Samson Karlsen – verliehen am 14. September

keine Informationen bekannt
- Akvillas Larsen – verliehen am 21. Juni

(* 30. November 1928; † 8. Dezember 2012)
genannt Aku, tätig als Oberkatechet und Schulleiter bis 1993, Vizeschulinspektor in Qeqertarsuaq ab 1974, Vizeschulinspektor in Aasiaat 1982–1984
- Mona Lennert – verliehen am 20. Februar

keine Informationen bekannt
- Karl Møller – verliehen am 17. März

keine Informationen bekannt
- Ricard Petersen – verliehen am 7. September

(* 11. April 1931; † 14. Juni 2014)
Pastor und Propst in verschiedenen Orten 1965–1996
- Frederik Simonsen – verliehen am 17. Juli

keine Informationen bekannt
- Henrik Skolemose – verliehen am 5. September

(* 5. Februar 1945)
Lehrer und Kommunalpolitiker, Lehrer in Dänemark 1968–1971 und 1974–1980, Schulleiter in Kangilinnguit 1971–1974 und ab 1980, Bürgermeister der Gemeinde Ivittuut 1987–2005
- Marianne Stenbæk – verliehen am 23. Februar

(* 1940)
Kulturwissenschaftlerin und Journalistin, seit 1980 Korrespondentin aus Kanada für Kalaallit Nunaata Radioa
- Peter Storch – verliehen am 20. Februar

(* 1. Januar 1924)
Pastor und Kommunalpolitiker, Pastor in verschiedenen Orten ab 1971, Bürgermeister der Gemeinde Aasiaat 1964–1966
- Martha Ulriksen – verliehen am 29. September

keine Informationen bekannt

## 2006

### Gold
keine Ehrung

### Silber

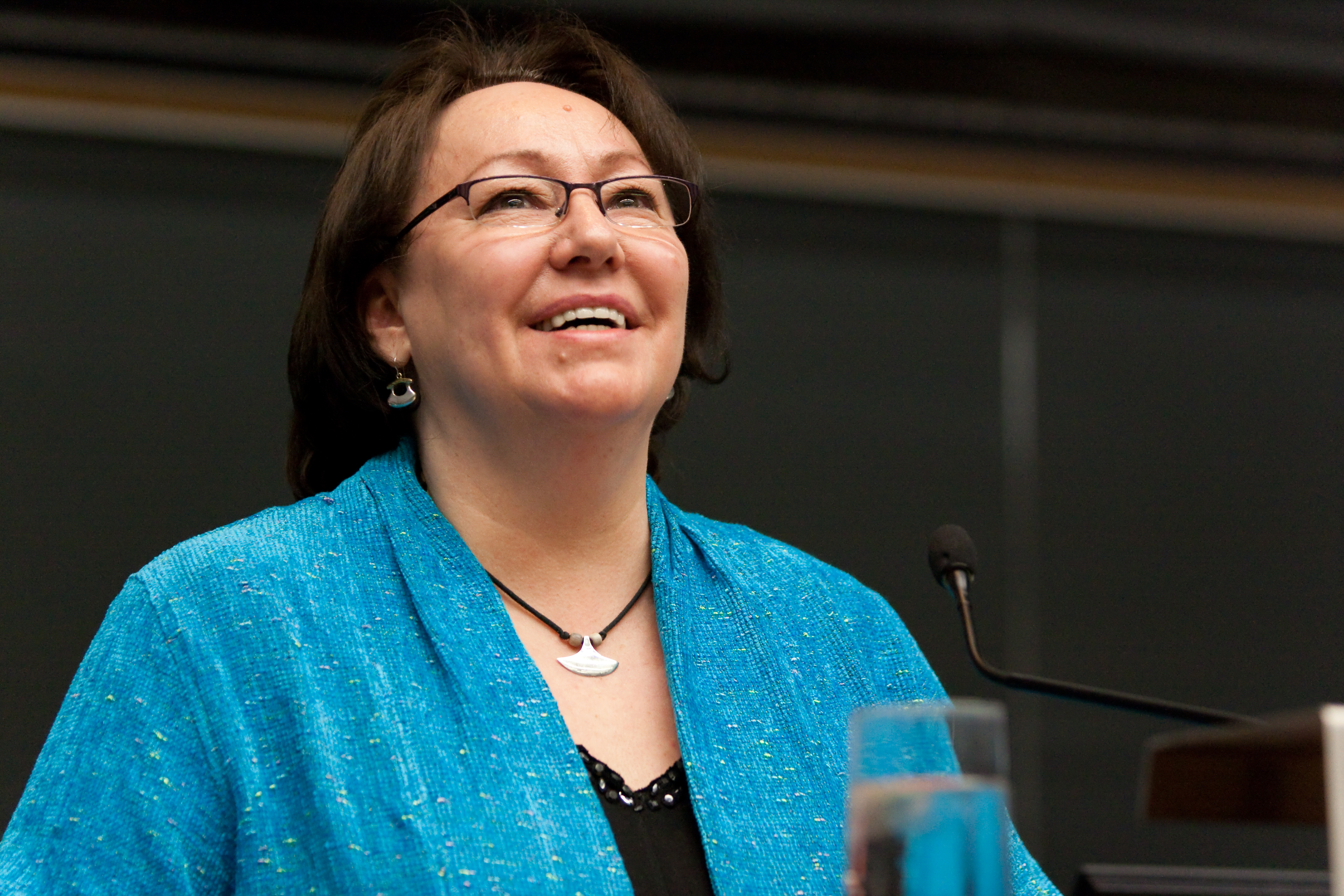
Sheila Watt-Cloutier, Trägerin des Nersornaat in Silber von 2006

- Esther Balle – verliehen am 7. Mai

(* 6. November 1920; † 28. März 2012)
Krankenschwester, ausgebildet und tätig in den USA und Dänemark, kam zur Tuberkulosebekämpfung nach Grönland, später Leiterin einer Krankenschwesterschule in Jerusalem, kehrte 1971 nach Grönland zurück, gründete die Geburtshelferschule in Aasiaat, setzte sich für die Entwicklung des Gesundheitssystems in Grönland ein
- Samuel Biilmann – verliehen am 24. November

(* 9. April 1936)
Pastor in verschiedenen Orten 1955–2001
- Hans Holm – verliehen am 19. Juni

vermutlich gemeint
(* 16. Februar 1929; † 28. Februar 2009)
Journalist, Radiomoderator beim KNR 1975–1997
- Nikolaj Jeremiassen – verliehen am 2. November

(* 19. Februar 1961)
Politiker, Mitglied des Inatsisartut seit 2013, Fischerei-, Jagd- und Landwirtschaftsminister 2016 und 2018–2019
- Bodil Kaalund – verliehen am 31. Januar

(* 8. November 1930; † 22. Dezember 2016)
Künstlerin, prägte maßgeblich für rund 50 Jahre die grönländische Kunst
- Vera Lund – verliehen am 1. Juli

keine Informationen bekannt
- Elke Meissner – verliehen am 24. November

(* 1941/42)
Tourismusunternehmerin und deutsche Honorarkonsulin in Grönland
- Inger Mølgaard – verliehen am 24. November

keine Informationen bekannt
- Ane Marie Møller – verliehen am 28. Juli

(* 28. Juli 1926)
unterrichtete die Verarbeitung von Robbenfell und trug so zur Bewahrung der grönländischen Kultur bei
- Johan Motzfeldt – verliehen am 15. April

(* 1940)
Handelsverwalter und Dorfkaufmann, war tätig in Qeqertarsuaq, Qassimiut, Niaqornaarsuk und Attu 1955–2003, erhielt den Nersornaat für seinen langjährigen Einsatz für den KGH
- Sven Nielsen – verliehen am 19. Juni

(* 4. April 1948)
Lehrer, Lehrer in Upernavik 1975–1976, Schulleiter in Kullorsuaq 1976–1983, 1984–1997 und ab 1999, Lehrer in Aasiaat 1997–1999
- Maline Petersen – verliehen am 2. November

Lehrerin und Katechetin in Niaqornaarsuk, erhielt den Nersornaat für 25 Jahre Arbeit als Lehrerin
- Ferdinand Sandgreen – verliehen am 2. November

Chorleiter, gründete den Aavaat-Chor mit und ist dessen Ehrenmitglied
- Ville Siegstad – verliehen am 1. April

(* 1945)
Hundeschlittensportler, nahm bis 2019 45 Mal bei der grönländischen Hundeschlittenmeisterschaft Avannaata Qimussersua teil, viermaliger Meister
- Daniel Skifte – verliehen am 31. Januar

(* 1. Februar 1936; † 4. März 2020)
Politiker, Mitglied des Inatsisartut 1995–2002, Wohnungs- und Wirtschaftsminister 1995–1999
- Paulus Steenholdt – verliehen am 3. November

(* 1939)
Kommunalpolitiker, Mitglied des Rats der Gemeinde Kangaatsiaq 1983–1993, Bürgermeister ab 1997
- Kay Dam Steffensen – verliehen am 31. Januar

(* 25. August 1938)
Direktor von Bikuben ab 1970, Architekt der Nuna Bank, Aufsichtsratsmitglied für zehn Jahre, gründete den Nuna Fonden mit
- Sheila Watt-Cloutier – verliehen am 13. Juli

(* 2. Dezember 1953)
Aktivistin, kanadische Vorsitzende der ICC 1995–2002, Vorsitzende der ICC 2005–2005
- Nils Wilhjelm – verliehen am 31. Januar

(* 17. Juni 1936; † 5. März 2018)
Unternehmer und Politiker, wissenschaftlicher Assistent in der Waldwirtschaftsabteilung der Landbohøjskolen 1963–1967, Leiter von Bruun Madsen & Wilhjelm 1965–1967, Berater bei Crown Zellerbach 1967–1968, Direktionssekretär bei Junckers Savværk ab 1968, Direktor bei Juncker Industries und Sylvadan 1970–1983, Direktor bei Incentive 1983–1986, Direktor bei Industriens Realkreditfond ab 1990, Mitglied des Folketings 1987–1989, dänischer Industrieminister 1986–1989, Aufsichtsratsvorsitzender bei Greenland Tourism 1998–2003, Aufsichtsratsmitglied bei Royal Greenland 1966–2002

## 2007

### Gold
keine Ehrung

### Silber
- Karline Elisassen – verliehen am 24. Juli

erhielt den Nersornaat für den Einsatz für junge Grönländer und Aktivitäten im Vereinsleben
- Sakæus Elisassen – verliehen am 24. Juli

erhielt den Nersornaat für den Einsatz für junge Grönländer und Aktivitäten im Vereinsleben
- Stephen Heilmann – verliehen am 27. Dezember

(* 17. August 1941; † 1. Juni 2019)
Politiker, Kultur-, Bildungs- und Kirchenminister 1983–1987
- Margarida Hermann – verliehen am 25. Juni

keine Informationen bekannt
- Jens Immanuelsen – verliehen am 3. Dezember

(* 1. Juli 1960)
Politiker, Mitglied des Inatsisartut 2013–2018, Fischerei-, Jagd- und Landwirtschaftsminister seit 2019, Bürgermeister der Gemeinde Upernavik 1997–2008
- Jens Lennert – verliehen am 27. Dezember

(* 14. November 1944)
genannt Generaali, Polizist 1963–1971, Berater in Grønlands Idrætsforbund 1971–1973, Bürochef in Grønlands Idrætsforbund 1973–1975, Leiter des Grønlænderhusets in Odense 1975–1977, Halleninspektor in Aasiaat 1977–1985, Büroleiter und Generalsekretär in Grønlands Idrætsforbund ab 1985
- Carl Christian Olsen – verliehen am 27. Dezember

(* 22. Januar 1943)
Sprachwissenschaftler, Leiter des Oqaasileriffik
- Kristian Olsen – verliehen am 25. Juni

(* 21. August 1942; † 19. April 2015)
Schriftsteller und Maler, schrieb Prosa und Lyrik und malte traditionelle grönländische Kunst
- Preben Nymann Pedersen – verliehen am 25. Juni

war als Kraftwerksverwalter tätig
- Mikkel Petersen – verliehen am 25. Mai

Fischer und Jäger, gründete die Fischer- und Jägervereinigung in Ilulissat (IAPP) mit und saß zehn Jahre im Verwaltungsrat
- Sebulon Poulsen – verliehen am 19. Juli

(* 24. Dezember 1934)
war als Katechet in Narsaq tätig
- Hans Pavia Rosing – verliehen am 27. Dezember

(* 22. Juni 1948; † 9. Juli 2018)
Politiker, Mitglied des Inatsisartut 1983–1984, Mitglied des Folketings 1987–2001, Wirtschaftsminister 1986–1987
- Leif Vanggaard – verliehen am 25. Juni

(* 20. Oktober 1935; † 28. Oktober 2021)
Arzt, Oberarzt im Søværnet 1968–1978, Stabsarzt I im Søværnet 1978–1996, wissenschaftlicher Mitarbeiter im Arktisk Institut 1996–2000, Leiter des Arktisk Institut ab 2000, Vorsitzender der Grönlandsmedizinischen Gesellschaft 1977–1979

## 2008

### Gold
keine Ehrung

### Silber
- Erik Balslev-Clausen – verliehen am 31. Juli

(* 21. Mai 1946)
Feldpastor im Danske Livsregiment 1975–1976, Pastor in Kopenhagen 1976–1995, Propst ab 1995, erhielt den Nersornaat für seinen jahrzehntelangen Einsatz für gute Beziehungen zwischen dem dänischen und grönländischen Kirchenwesen
- Jensine Kreutzmann – verliehen am 27. Juni

erhielt den Nersornaat für die Schaffung von Arbeitsplätzen durch die Verarbeitung von Moschusochsenwolle
- Kristine Kreutzmann – verliehen am 25. Juni

erhielt den Nersornaat für ihren Einsatz bei der jährlichen Organisation des Dorfjubiläums von Kangaamiut und ihre Aktivität im Gesangschor
- Ole Kreutzmann – verliehen am 27. Juni

erhielt den Nersornaat für die Schaffung von Arbeitsplätzen durch die Verarbeitung von Moschusochsenwolle
- Christian Lennert – verliehen am 2. März

Zimmermann, erhielt den Nersornaat für 50 Jahre Arbeit als Zimmermann, übte mit seinem Zimmereiunternehmen großen Einfluss auf die Branche aus, das auch Bauzeichnung, Wasser- und Wärmeleitungsverlegung und Malerei umfasste
- Agnethe Lundblad – verliehen am 8. Dezember

erhielt den Nersornaat für ihre Arbeit als Sozialhelferin und ihre politische Aktivität im Rat der Gemeinde Nuuk
- Andreas Lundblad – verliehen am 8. Dezember

erhielt den Nersornaat für seine Arbeit als Jäger und Fischer
- Karl Elias Olsen – verliehen am 27. Juni

(* 1940)
Lehrer und Leiter der Knud Rasmussenip Højskolia
- Gerda Søvndahl Pedersen – verliehen am 20. Juli

(* 5. November 1925; † 28. August 2014)
erhielt den Nersornaat für ihren Einsatz für das Kulturleben in Verbindung mit dem 225-jährigen Jubiläum von Igaliku
- Ole Qvist – verliehen am 10. Dezember

(* 1949/50; † 9. Dezember 2019)
Hundeschlittenführer, gründete Qimmusseq mit 1985, die Nordgrönländische Hundeschlittenvereinigung 1987 und die Hundeschlittenmeisterschaft Avannaata Qimussersua 1988 und Uummannaq Seafood, Mitglied des Rats der Gemeinde Uummannaq
- Louis Rolander – verliehen am 29. Juli

(* 3. Januar 1943)
Kommunalpolitiker, Mitglied des Rats des Århus Amts 1980–2006, Vorsitzender von Det Grønlandske Hus in Aarhus für 32 Jahre

## 2009

### Gold

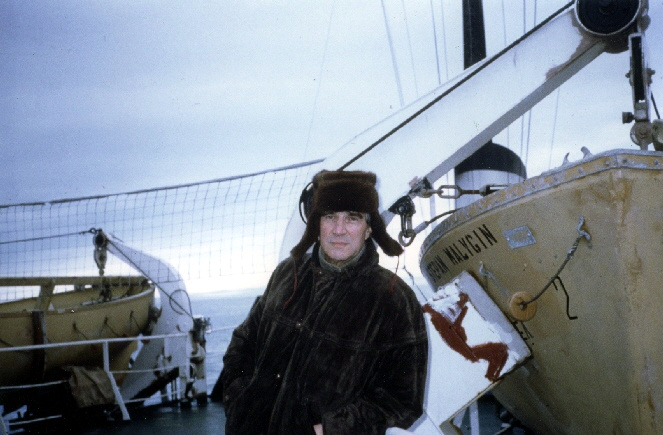
Jean Malaurie, Träger des Nersornaat in Gold von 2009

- Jean Malaurie – verliehen am 27. Februar

(* 22. Dezember 1922; † 5. Februar 2024)
Geomorphologe, Ethnologe und Polarforscher, nahm an zahlreichen Expeditionen in Grönland teil

### Silber
- Jarl Jensen – verliehen am 14. September

arbeitete als Lehrer, Schulleiter und Schulinspektor in Nuuk, Nordgrönland, Tasiilaq und Ittoqqortoormiit, Mitglied des Rats der Gemeinde Ittoqqortoormiit
- Salomine Malakiassen – verliehen am 12. März

(* 1932/33)
Fischerin, erhielt den Nersornaat für ihre langjährige Berufsausübung

## 2010

### Gold

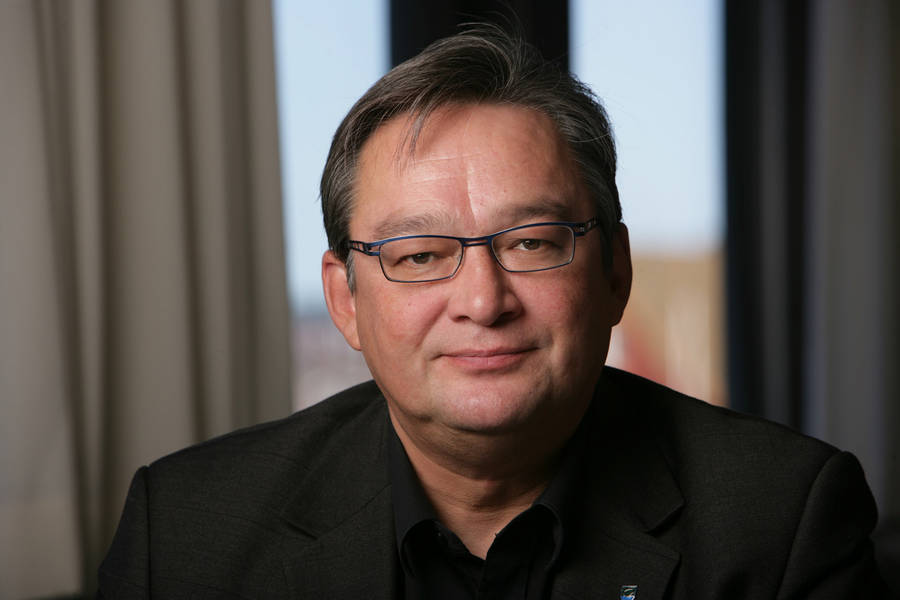
Kuupik Kleist, Träger des Nersornaat in Gold von 2010

- Kuupik Kleist – verliehen am 17. Mai

(* 31. März 1958)
Politiker, Premierminister 2009–2013

### Silber
- Kitsia Berthelsen – verliehen am 6. Mai

(* 25. Januar 1921; † 14. Juli 2015)
erhielt den Nersornaat für ihr Wirken im Vereinsleben, war Vorsitzende der Vereinigung Peqatigiinniat, arbeitete als Katechetin und schuf Nationaltrachten
- Rosine Heilmann – verliehen am 6. Mai

erhielt den Nersornaat für ihr Wirken als Leiterin des NIPI-Chors
- Abel Silassen – verliehen am 9. Dezember

(* 1925; † 18. November 2015)
genannt Abilleeraq, Mitglied des Rats der Gemeinde Nanortalik 1967–1972, Großfischer 1944–1953, Skipper für den KGH ab 1953, Skipper für das Gesundheitswesen bis 1994, Mitgründer mehrerer Vereinigungen
- Larseeraq Skifte – verliehen am 18. Dezember

(* 1951/52; † 10. April 2019)
Gründer des Arctic Circle Race 1996, erhielt den Nersornaat für seinen Einsatz für den Skisport in Grönland

## 2011

### Gold
keine Ehrung

### Silber
- Torben Harald Alne – verliehen am 7. September

(* 2. Dezember 1943; † Juli/August 2018)
Sozialarbeiter, Sozialberater im Arbeits- und Sozialdirektorat 1973–1975, Leiter des Kinderheims Meeqqat Illuat 1975–2014
- Frederik Kristensen – verliehen am 14. September

(* 20. Juli 1952; † 5. November 2021)
genannt Kunngi, Künstler, schafft abstrakte Kunst, musiziert und dichtet
- Nikolaj Ludvigsen – verliehen am 18. April

(* April 1940)
Kommunalpolitiker, Mitglied des Rats der Gemeinde Nanortalik 1989–2005, Bürgermeister 1997–2005
- Elisa Nûko – verliehen am 7. September

erhielt den Nersornaat für ihren Einsatz in Choren in Tasiilaq

## 2012

### Gold
keine Ehrung

### Silber
- Christian Eugen-Olsen – verliehen am 28. Juni

(* 22. März 1941)
Kammerherr und Zeremoniemeister des dänischen Königshauses ab 1990, erhielt den Nersornaat für seinen Einsatz bei den royalen Grönlandbesuchen und seine Funktion als Bindeglied zwischen Dänemark und Grönland
- Gerth Larsen – verliehen am 8. September

erhielt den Nersornaat für seine Arbeit als Vertreter Grönlands bei Air Iceland und seinen Einsatz als Dolmetscher für Grönländer in Island
- Gerth Pîvât – verliehen am 21. Juni

(* 1932)
Leiter des Chors Inngeratsiler, erhielt den Nersornaat für seinen Einsatz für die Bewahrung der ostgrönländischen Musikkultur
- Jens Kristian Friis Salling – verliehen am 15. August

(* 15. Mai 1949)
Unternehmer, Direktor von Polar Seafood seit 1994

## 2013

### Gold

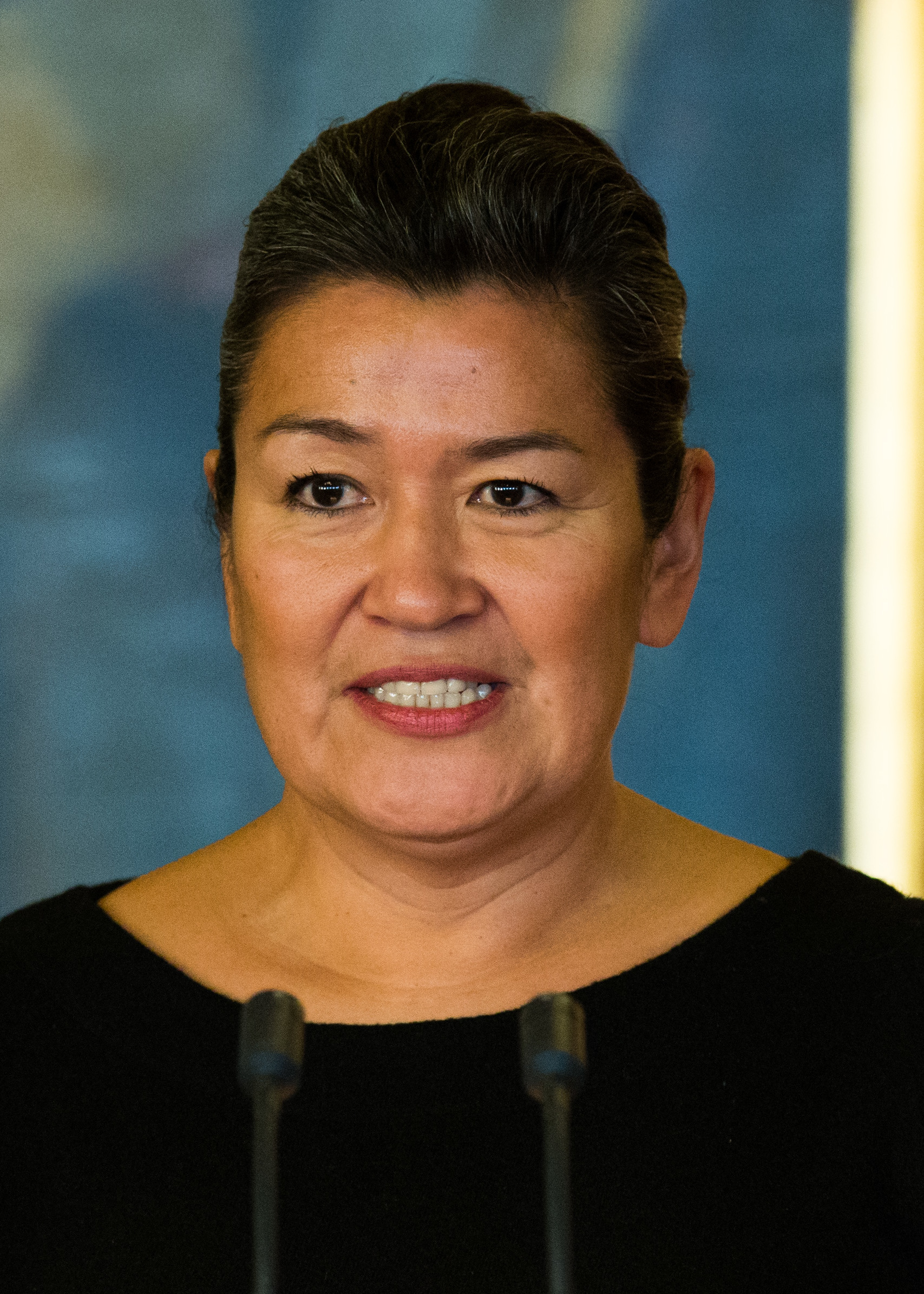
Aleqa Hammond, Trägerin des Nersornaat in Gold von 2013

- Aleqa Hammond – verliehen am 20. Juli

(* 23. September 1965)
Politikerin, Premierministerin 2013–2014
- Josef Motzfeldt – verliehen am 17. August

(* 24. November 1941)
Politiker, Mitglied des Inatsisartut 1987–1988 und 1991–2013, Parlamentspräsident 2009–2013, Handelsminister 1984–1988 und 1999–2001, Verkehrsminister 1984–1988, Berufsbildungsminister 1984–1987, Jugendminister 1987–1988, Wirtschaftsminister 1999–2001, Finanzminister 2002–2007, Außenminister und Minister für Nordische Zusammenarbeit 2003–2007

### Silber

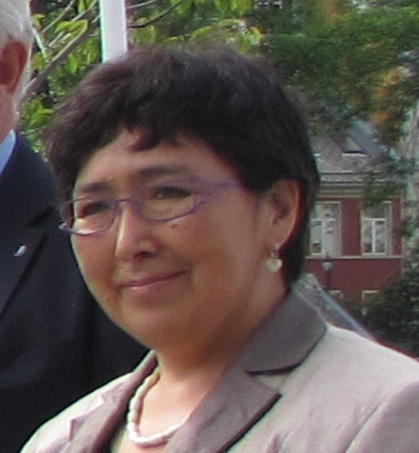
Ane Hansen, Trägerin des Nersornaat in Silber von 2013

- Ann Andreasen – verliehen am 20. Juli

(* 17. Januar 1960)
Sozialarbeiterin, Leiterin des Kinderheims in Uummannaq seit 1985
- Augo Davidsen – verliehen am 29. Juli

(* 1926)
Fischer und Jäger, erhielt den Nersornaat für seinen Einsatz beim Personentransport und seine Kenntnisse zu den Wetterverhältnissen Grönlands
- Tobias Grønvold – verliehen am 20. Juli

(* 1938)
arbeitete bei Grønlands Tekniske Organisation (GTO), später Nuna-Tek, erhielt den Nersornaat für seinen kulturellen Einsatz und seine Arbeit im Kinderheim in Uummannaq
- Ane Hansen – verliehen am 29. Juli

(* 9. September 1961)
Politikerin, Mitglied des Inatsisartut 2002–2017, Fischerei-, Jagd- und Landwirtschaftsministerin 2009–2013, Bürgermeisterin der Gemeinde Aasiaat 1997–2001, Bürgermeisterin der Kommune Qeqertalik seit 2018
- Aka Høegh – verliehen am 15. September

(* 16. Dezember 1947)
Künstlerin, vor allem als Illustratorin und Bildhauerin aktiv
- Arne Villumsen – verliehen am 26. Oktober

(* 12. Juli 1945)
Professor, Leiter des Zentrums für Arktische Technologie (ARTEK)

## 2014

### Gold
keine Ehrung

### Silber
- Peter Beck – verliehen am 9. Januar

(* 9. Januar 1951)
Beamter, Ökonomiedirektor der grönländischen Regierung ab 1988
- Line Dalentoft – verliehen am 1. Oktober

erhielt den Nersornaat für ihren Einsatz bei der Bekämpfung von Alkoholismus und den Einsatz für ein gesünderes Leben in Grönland
- Karl Jeremiassen – verliehen am 29. August

erhielt den Nersornaat für seine Arbeit als Fischer, als der er auch junge Leute ausbildete und anstellte
- Johannes Kristensen – verliehen am 27. August

genannt Juanseeraq, erhielt den Nersornaat für den Einsatz für seinen Heimatort Innaarsuit, für den er 14 Jahre im Gemeinde- und Ortsrat saß
- Andreas Lyberth – verliehen am 2. Juli

(* 2. Juni 1931)
genannt Angerlaq, Fischer, erhielt den Nersornaat dafür, sechs Kollegen das Leben gerettet zu haben, Kranke transportiert und den Fischfang vorangetrieben zu haben

## 2015

### Gold

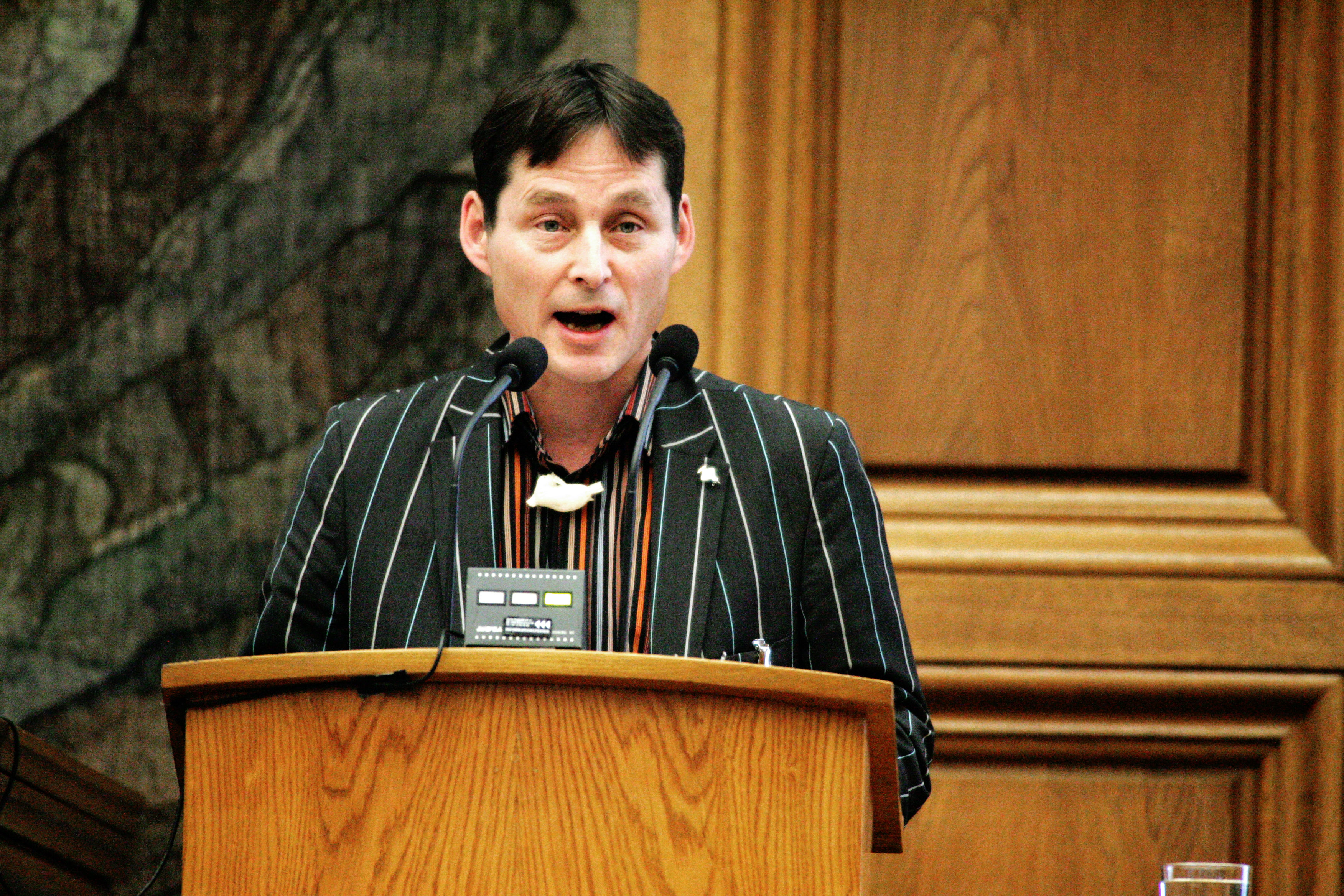
Johan Lund Olsen, Träger des Nersornaat in Gold von 2015

- Ole Lynge – verliehen am 8. Dezember

(* 12. März 1955)
Politiker, Mitglied des Inatsisartut 1990–1995 und 1999–2002, Parlamentspräsident 1999–2000
- Johan Lund Olsen – verliehen am 21. Juni

(* 13. April 1958)
Politiker, Mitglied des Inatsisartut 1991–2009, Parlamentspräsident 1999, Infrastruktur-, Wohnungs- und Umweltminister 2003, Erwerbs-, Landwirtschafts- und Arbeitsmarktsminister 2003–2006, interim Mitglied des Folketings 2013–2015
- Daniel Skifte – verliehen am 6. Juli

(* 1. Februar 1936; † 4. März 2020)
Politiker, Mitglied des Inatsisartut 1995–2002, Wohnungs- und Wirtschaftsminister 1995–1999

### Silber
- Hermann Berthelsen – verliehen am 11. Juli

(* 2. März 1956)
Politiker, Mitglied des Inatsisartut seit 2018, Bürgermeister der Gemeinde Sisimiut 1999–2008, Bürgermeister der Qeqqata Kommunia 2009–2017
- Jonathan Jakobsen – verliehen am 21. Juni

erhielt den Nersornaat für 50 Jahre Arbeit beim KGH und KNI sowie 40 Jahre in der Kommunalpolitik im Gemeinderat und Ortsrat von Qeqertarsuatsiaat und Kapisillit
- Asii Chemnitz Narup – verliehen am 30. Dezember

(* 27. Juni 1954)
Politikerin, Mitglied des Inatsisartut 1999–2009, Familienministerin 2003–2005, Gesundheitsministerin 2003–2006, Umweltministerin 2005–2006, Bürgermeisterin der Kommuneqarfik Sermersooq 2009–2019
- Takaaki Shimoda – verliehen am 11. Februar

Unternehmer, Leiter der Verkaufsgesellschaft von Royal Greenland in Japan

## 2016

### Gold

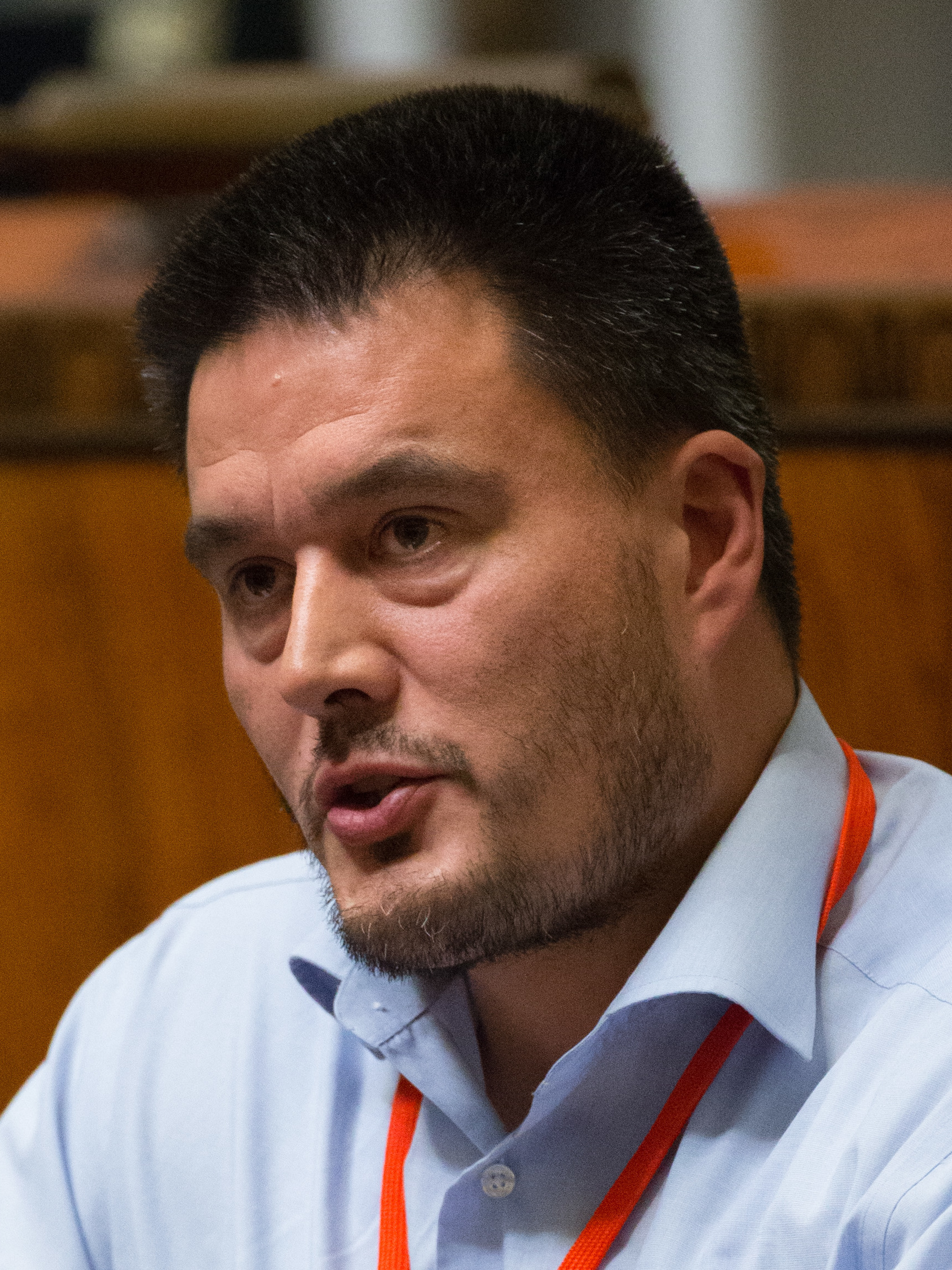
Kim Kielsen, Träger des Nersornaat in Gold von 2016

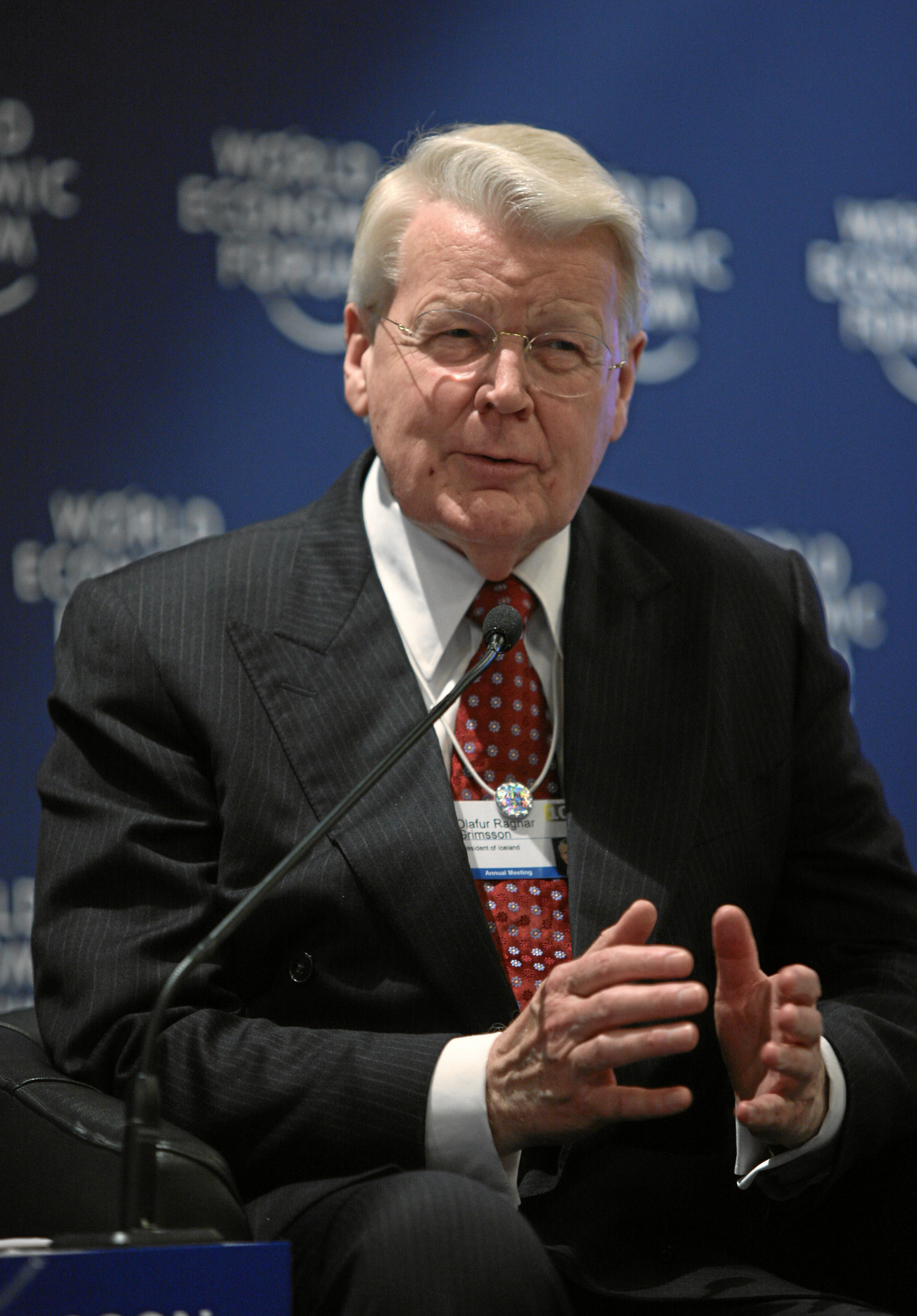
Ólafur Ragnar Grímsson, Träger des Nersornaat in Gold von 2016

- Ruth Heilmann – verliehen am 29. April

(* 5. April 1945)
Politikerin, Mitglied des Inatsisartut 1995–2014, Bildungs-, Kirchen-, Kultur- und Forschungsministerin 2002–2003, Familien- und Gesundheitsministerin 2003–2005, Parlamentspräsidentin 2008–2009, Bürgermeisterin der Gemeinde Maniitsoq 1997–2001
- Kim Kielsen – verliehen am 17. September

(* 30. November 1966)
Politiker, Premierminister 2014–2021
- Ólafur Ragnar Grímsson – verliehen am 19. Mai

(* 14. Mai 1943)
Politiker, isländischer Präsident 1996–2016

### Silber
- Erik Bjerregaard Jørgensen – verliehen am 8. September

(* 3. April 1942)
Direktor des Hotel Arctic in Ilulissat 1992–2018, italienischer Honorarkonsul
- Boas Boassen – verliehen am 6. Juni

(* 6. August 1939)
Kommunalpolitiker, Vorsitzender des Ortsrats von Kuummiit und Sermiligaaq, Mitglied des Gemeinderats, tätig als Lehrer und Katechet, Leiter des Dorfchors
- Ûssarĸak K'ujaukitsoĸ – verliehen am 9. August

(* 10. Februar 1948; † 2. August 2018)
Politiker, Mitglied des Inatsisartut 1984–1995

## 2017

### Gold
- Oluf Høegh – verliehen am 5. September

(* 30. April 1927; † 15. Mai 2018)
Politiker, Mitglied des Landesrats 1963–1967, Bürgermeister der Gemeinde Qaqortoq 1959–1963 und 1967–1975

### Silber
- Hanseeraq Enoksen – verliehen am 9. Juni

Unternehmer, erhielt den Nersornaat für seine Arbeit als Direktor eines Fischereiunternehmens
- Elisibánguaĸ Jensen – verliehen am 16. August

erhielt den Nersornaat für ihren Einsatz für die Entwicklung von Saqqaq, Mitglied des Rats der Gemeinde Ilulissat 1975–1989
- Sørine Lennert Johansen – verliehen am 21. Juni

erhielt den Nersornaat für 42 Jahre Einsatz für die Bildung entwicklungsgestörter Kinder
- Maaliannguaq Svendsen – verliehen am 15. August

erhielt den Nersornaat für 45 Jahre Arbeit im Kämmererbüro und Gemeindebüro und 12 Jahre Arbeit im Gemeinderat

## 2018

### Gold
- Vera Leth – verliehen am 22. Juni

(* 4. Juli 1958)
Juristin, Ombudsfrau des Inatsisartut 1997–2023

### Silber
- Malik Høegh – verliehen am 22. Juni

(* 4. Dezember 1952)
Musiker, in den 1970er Jahren als Rockmusiker tätig
- Julius Jerimiassen – verliehen am 4. Juni

(* 7. März 1936)
Fischer, Jäger und Kommunalpolitiker, Bürgermeister der Gemeinde Kangaatsiaq
- Henning Sloth Pedersen – verliehen am 22. Juni

(* 1. Oktober 1954; † 16. September 2018)
Arzt, Hilfslehrer in Qaarsut ab 1979, Distriktsarzt, Lektor am Institut für Volksgesundheit an der Universität Aarhus 2005–2010, Gastforscher an der Syddansk Universitet

## 2019

### Gold
keine Ehrung

### Silber
- Anthon Geisler – verliehen am 21. Februar

(* 21. Februar 1919; † 28. Februar 2021)
erhielt den Nersornaat zu Ehren seines 100. Geburtstags, den er als erster grönländischer Mann erreichte, und für seine Arbeit bis dahin als Koch, Bäcker und Kioskbetreiber
- Peder Munk Pedersen – verliehen am 16. März

(* 23. Juli 1947; † 19. März 2019)
Journalist, angestellt bei Thisteds Amts Tidende bis 1981, Journalist bei der Sermitsiaq ab 1981, Redakteur bei der Sermitsiaq, Journalist bei der Atuagagdliutit mit Fokus Fischerei, Informationschef bei der Organisation der Trawlerreeder Ende der 1980er, Direktor bei der Organisation der Trawlerreeder bis 2006, angestellt bei Polar Seafood 2006–2019

## 2020

### Gold
keine Ehrung

### Silber
- Hans Jensen – verliehen am 3. Juli

(* 19. Juni 1950)
Hotelbetreiber, angestellt beim KGH und KNI, Unterchef des Handelschefs, verantwortlich für die Einquartierung von Touristen, ab 1992 selbstständiger Hotelbetreiber mit seiner Frau, hat den Tourismus in Qaanaaq gestärkt
- Jakob Kruse – verliehen am 15. Juni

(* 1946)
erhielt den Nersornaat für seine Arbeit im Vereinsleben in Qaarsut und anderen Dörfern, als Dorfratsmitglied in Niaqornat und als Mitglied der Schulverwaltung in Uummannaq
- Âkulo Larsen – verliehen am 21. Juni

erhielt den Nersornaat für ihre Arbeit als Kindergartenköchin im Dronning Ingrids Børnehave und ihre Fürsorge für die Kinder
- Louise Zeeb – verliehen am 22. Juni

(* 1942)
Pädagogin, seit 1960 als Kiffaq, Pädagogin und Abteilungsleiterin im Kinderheim in Uummannaq tätig

## 2021

### Gold

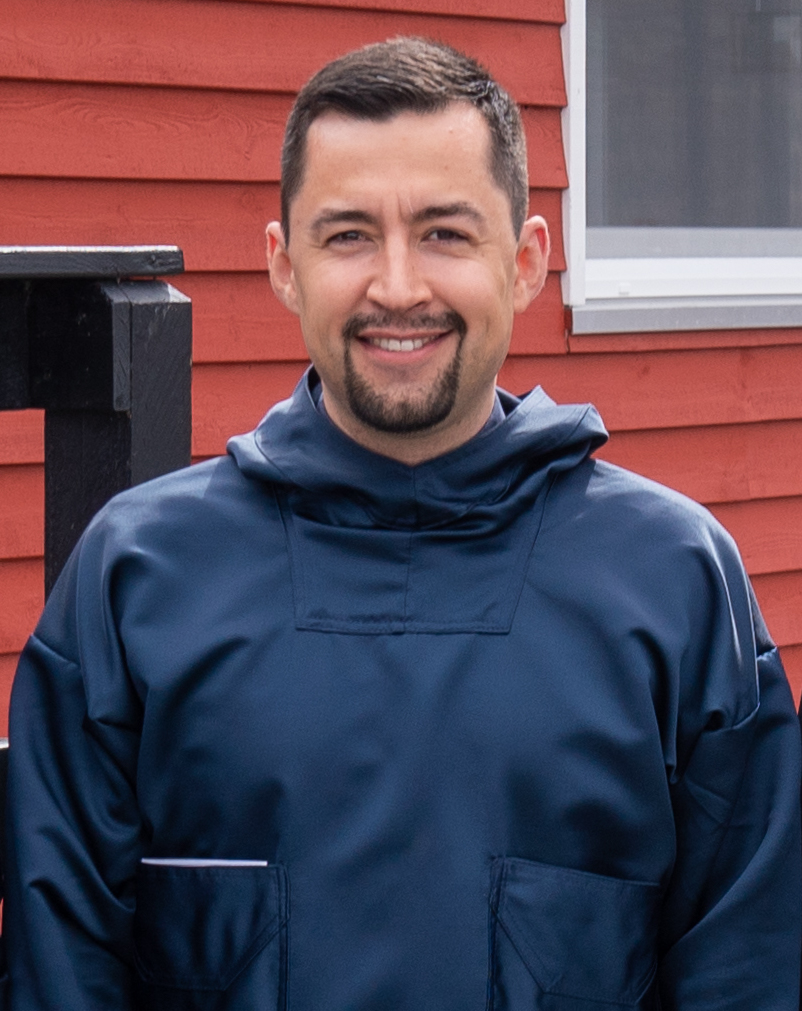
Múte B. Egede, Träger des Nersornaat in Gold von 2021

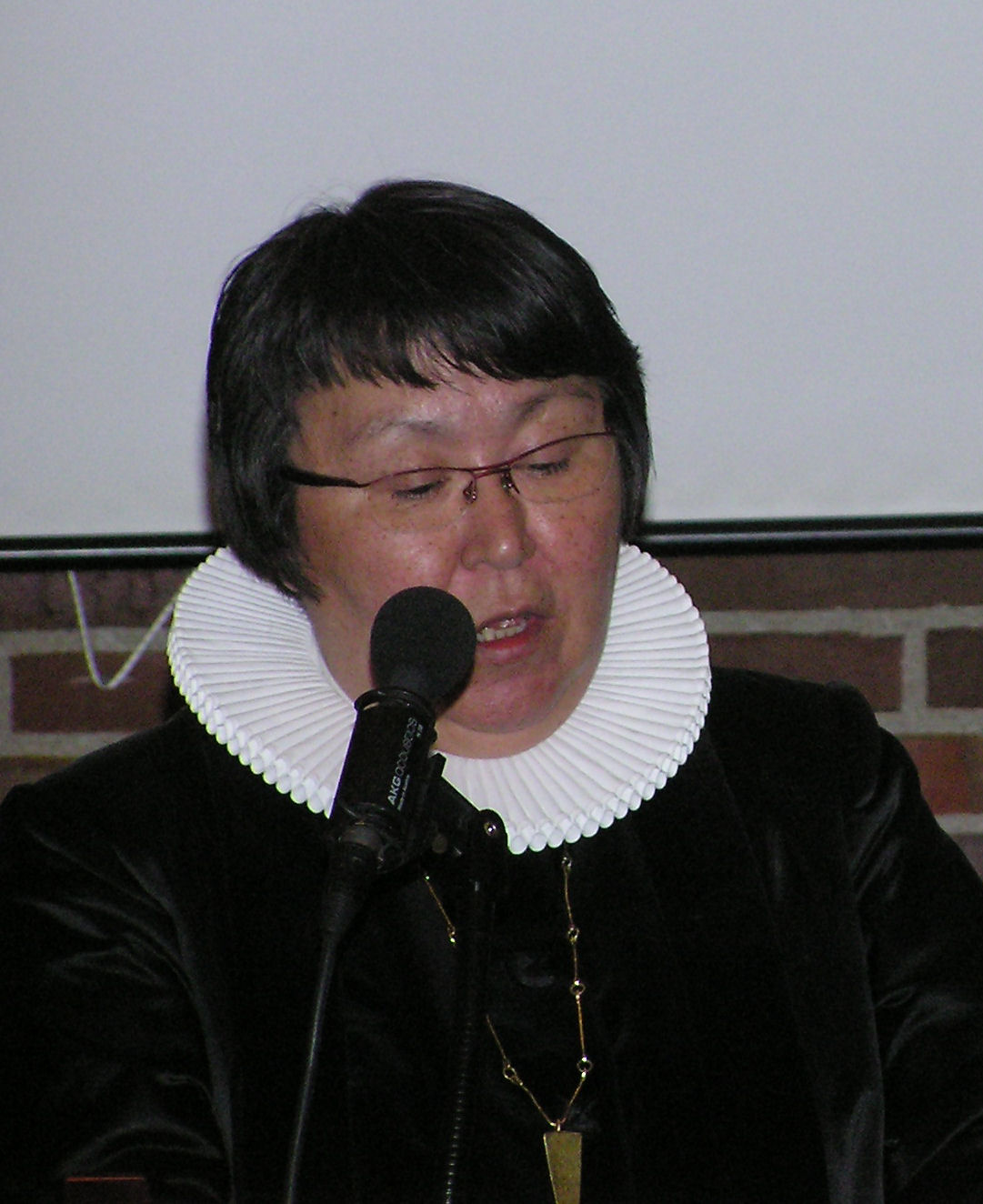
Sofie Petersen, Trägerin des Nersornaat in Gold von 2021

- Múte B. Egede – verliehen am 23. September

(* 11. März 1987)
Politiker, Regierungschef seit 2021
- Vivian Motzfeldt – verliehen am 23. September

(* 10. Juni 1972)
Politikerin, Mitglied des Inatsisartut seit 2014, Außen-, Bildungs-, Kultur- und Kirchenministerin 2018, Parlamentspräsidentin 2018–2021
- Sofie Petersen – verliehen am 12. Februar

(* 23. November 1955)
Geistliche, Pastorin in Sisimiut 1987–1990, Ilulissat 1990–1995, Bischöfin von Grönland 1995–2020

### Silber

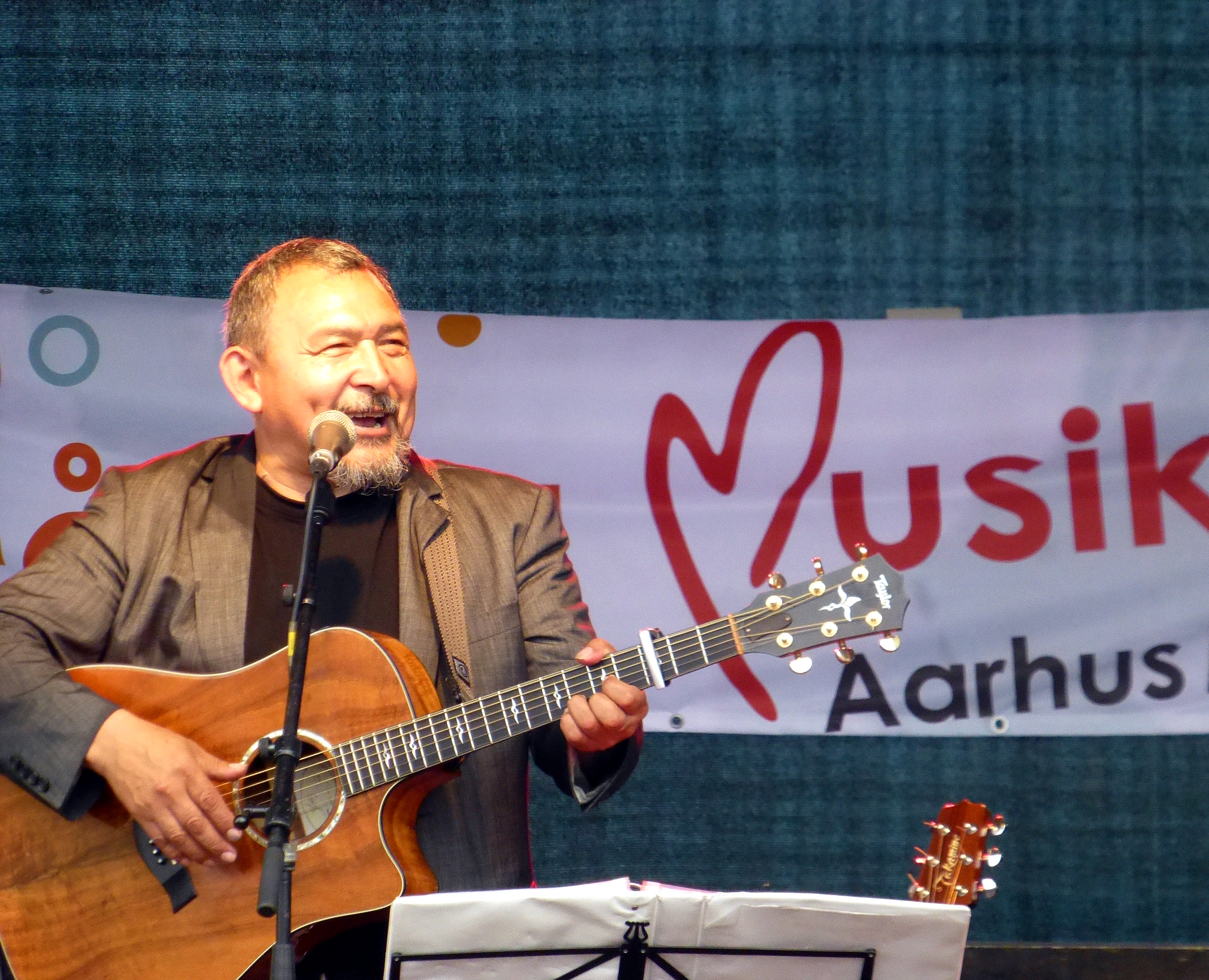
Rasmus Lyberth, Träger des Nersornaat in Silber von 2021

- Rasmus Lyberth – verliehen am 23. August

(* 21. August 1951)
Musiker, seit den 1970ern in Grönland aktiv

## 2022

### Gold
- Regine Christensen – verliehen am 1. Dezember

Fischereiunternehmerin, ausgezeichnet für ihre Verdienste im Familienunternehmen, das zahlreiche Arbeitsplätze geschaffen hat
- Svend Christensen – verliehen am 1. Dezember

Fischereiunternehmer, ausgezeichnet für seine Verdienste im Familienunternehmen, das zahlreiche Arbeitsplätze geschaffen hat

### Silber
- Henrik L. Hansen – verliehen am 15. Dezember

(* 1957)
Arzt, Landesarzt seit 2017, ausgezeichnet für seinen Verdienst während der COVID-19-Pandemie in Grönland
- Kaaleeraq Heilmann – verliehen am 8. Dezember

(* 1942/43; † 18. Juli 2023)
Kommunalpolitiker, Bürgermeister der Gemeinde Qasigiannguit 1997–2001, Fischer und Vizevorsitzender bei KNAPK 1989–1999
- Siverth K. Heilmann – verliehen am 20. Dezember

(* 8. August 1953)
Politiker, Bürgermeister der Gemeinde Maniitsoq 1991–1995, 2001–2005 Mitglied des Inatsisartut 1995–2001, 2005–2016 und seit 2018, Erwerbsminister 2005–2009, Landwirtschaftsminister 2005–2006, Arbeitsmarktminister 2005–2009, Umweltminister 2018–2019, Forschungsminister 2018–2019, Vorsitzender der Atassut 2017–2019

## 2023

### Gold
- Hanseeraq Enoksen – verliehen am 15. September

Unternehmer, erhielt den Nersornaat für seine Arbeit als Direktor eines Fischereiunternehmens

### Silber
- Toku Oshima – verliehen am 26. Juni

(* 1975)
Jägerin, ausgebildete Elektrikerin, einzige Berufsjägerin Grönlands
- Isak Hansen – verliehen am 10. Juli

Kapitän, Mitglied im Rat der Gemeinde Qeqertarsuaq in den 1980er Jahren